# Liste des matchs de l'équipe du Panama de football par adversaire
Cette liste présente les matchs de l'équipe du Panama de football par adversaire rencontré.
- Haut – A
- B
- C
- D
- E
- F
- G
- H
- I
- J
- K
- L
- M
- N
- O
- P
- Q
- R
- S
- T
- U
- V
- W
- X
- Y
- Z

## A

### Afrique du Sud

#### Confrontations
Confrontations entre l'Afrique du Sud et le Panama en matchs officiels :
|   | Date            | Lieu    | Match                   | Score                | Compétition                     |
| - | --------------- | ------- | ----------------------- | -------------------- | ------------------------------- |
| 1 | 17 juillet 2005 | Houston | Afrique du Sud - Panama | 1-1 (3-5 aux t.a.b.) | Gold Cup 2005 (quart de finale) |

#### Bilan
| Rang | Équipe         | Pts | J | G | N | P | Bp | Bc | Diff |
| ---- | -------------- | --- | - | - | - | - | -- | -- | ---- |
| 1    | Afrique du Sud | 1   | 1 | 0 | 1 | 0 | 1  | 1  | 0    |
| 1    | Panama         | 1   | 1 | 0 | 1 | 0 | 1  | 1  | 0    |

### Angleterre

#### Confrontations
Confrontations entre l'Angleterre et le Panama en matchs officiels :
|   | Date         | Lieu           | Match               | Score | Compétition                 |
| - | ------------ | -------------- | ------------------- | ----- | --------------------------- |
| 1 | 24 juin 2018 | Nijni Novgorod | Angleterre - Panama | 6-1   | Coupe du monde 2018 (gr. G) |

#### Bilan
| Rang | Équipe     | Pts | J | G | N | P | Bp | Bc | Diff |
| ---- | ---------- | --- | - | - | - | - | -- | -- | ---- |
| 1    | Angleterre | 3   | 1 | 1 | 0 | 0 | 6  | 1  | +5   |
| 2    | Panama     | 0   | 1 | 0 | 0 | 1 | 1  | 6  | -5   |

### Anguilla
Confrontations entre la Anguilla et le Panama :
|   | Date        | Lieu   | Match             | Score | Compétition             |
| - | ----------- | ------ | ----------------- | ----- | ----------------------- |
| 1 | 5 juin 2021 | Panama | Anguilla - Panama | 0-13  | Éliminatoires FIFA 2022 |

#### Bilan
- Total de matchs disputés : 1
- Victories de la Anguilla : 0
- Matchs nuls : 0
- Victories du Panama : 13
- Total de buts marqués par la Anguilla : 0
- Total de buts marqués par le Panama : 13

### Antilles néerlandaises
Confrontations entre les Antilles néerlandaises et le Panama en matchs officiels, :
|   | Date            | Lieu      | Match                           | Score | Compétition                                                   |
| - | --------------- | --------- | ------------------------------- | ----- | ------------------------------------------------------------- |
| 1 | 4 mars 1948     | Guatemala | Panama - Antilles néerlandaises | 1-3   | Coupe CCCF 1948                                               |
| 2 | 14 mars 1948    | Guatemala | Panama - Antilles néerlandaises | 5-2   | Coupe CCCF 1948                                               |
| 3 | 12 mars 1953    | San José  | Panama - Antilles néerlandaises | 1-4   | Coupe CCCF 1953                                               |
| 4 | 12 janvier 1959 | Caracas   | Antilles néerlandaises - Panama | 3-1   | Jeux d’Amérique centrale et des Caraïbes de 1959 (tour final) |

#### Bilan
- Total de matchs disputés : 4
- Victoires des Antilles néerlandaises : 3
- Victoires du Panama : 1
- Matchs nuls : 0
- Total de buts marqués par les Antilles néerlandaises : 12
- Total de buts marqués par le Panama : 9

### Arabie saoudite

#### Confrontations
Confrontations entre le Panama et l'Arabie saoudite : 
|   | Date             | Lieu      | Match                    | Score | Compétition  |
| - | ---------------- | --------- | ------------------------ | ----- | ------------ |
| 1 | 10 novembre 2022 | Abou Dabi | Panama - Arabie saoudite | 1-1   | Match amical |

#### Bilan
- Total de matchs disputés : 1
- Victories du Panama : 1
- Victoires de l' équipe d'Arabie saoudite : 1
- Matchs nuls : 1
- Total de buts marqués par le Panama : 1
- Total de buts marqués par l' équipe d'Arabie saoudite : 1

### Argentine

#### Confrontations
Confrontations entre l'Argentine et le Panama en matchs officiels :
|   | Date         | Lieu     | Match              | Score | Compétition                     |
| - | ------------ | -------- | ------------------ | ----- | ------------------------------- |
| 1 | 20 mai 2009  | Santa Fe | Argentine - Panama | 3-1   | Match amical                    |
| 2 | 10 juin 2016 | Chicago  | Argentine - Panama | 5-0   | Copa América Centenario (gr. D) |

#### Bilan
| Rang | Équipe    | Pts | J | G | N | P | Bp | Bc | Diff |
| ---- | --------- | --- | - | - | - | - | -- | -- | ---- |
| 1    | Argentine | 6   | 2 | 2 | 0 | 0 | 8  | 1  | +7   |
| 2    | Panama    | 0   | 2 | 0 | 0 | 2 | 1  | 8  | -7   |

### Arménie

#### Confrontations
Confrontations entre l'Arménie et le Panama en matchs officiels :
|   | Date            | Lieu          | Match            | Score | Compétition  |
| - | --------------- | ------------- | ---------------- | ----- | ------------ |
| 1 | 14 janvier 2007 | Monterey Park | Arménie - Panama | 1-1   | Match amical |

#### Bilan
| Rang | Équipe  | Pts | J | G | N | P | Bp | Bc | Diff |
| ---- | ------- | --- | - | - | - | - | -- | -- | ---- |
| 1    | Arménie | 1   | 1 | 0 | 1 | 0 | 1  | 1  | 0    |
| 1    | Panama  | 1   | 1 | 0 | 1 | 0 | 1  | 1  | 0    |

## B

### Bahreïn

#### Confrontations
Confrontations entre le Bahreïn et le Panama en matchs officiels :
|   | Date              | Lieu  | Match            | Score | Compétition  |
| - | ----------------- | ----- | ---------------- | ----- | ------------ |
| 1 | 27 octobre 2005   | Riffa | Bahreïn - Panama | 5-0   | Match amical |
| 2 | 27 septembre 2022 | Riffa | Bahreïn - Panama | 0-2   | Match amical |

#### Bilan
| Rang | Équipe  | Pts | J | G | N | P | Bp | Bc | Diff |
| ---- | ------- | --- | - | - | - | - | -- | -- | ---- |
| 1    | Bahreïn | 3   | 2 | 1 | 0 | 2 | 5  | 0  | +5   |
| 2    | Panama  | 2   | 2 | 2 | 0 | 1 | 0  | 5  | -5   |

### Belgique

#### Confrontations
Confrontations entre la Belgique et le Panama en matchs officiels :
|   | Date         | Lieu   | Match             | Score | Compétition                    |
| - | ------------ | ------ | ----------------- | ----- | ------------------------------ |
| 1 | 18 juin 2018 | Sotchi | Belgique - Panama | 3-0   | Coupe du monde 2018 (Groupe G) |

#### Bilan
- Total de matchs disputés : 1
- Victoires de la Belgique : 1
- Victoires du Panama : 0

### Belize

#### Confrontations
Confrontations entre le Belize et le Panama en matchs officiels :
|   | Date            | Lieu        | Match           | Score | Compétition                                                                     |
| - | --------------- | ----------- | --------------- | ----- | ------------------------------------------------------------------------------- |
| 1 | 2 juin 1996     | Belize City | Belize - Panama | 1-2   | Éliminatoires de la Coupe du monde 1998 (zone CONCACAF - gr. Amérique centrale) |
| 2 | 9 juin 1996     | Panama      | Panama - Belize | 4-1   | Éliminatoires de la Coupe du monde 1998 (zone CONCACAF - gr. Amérique centrale) |
| 3 | 23 mars 1997    | Panama      | Panama - Belize | 1-1   | Coupe UNCAF des nations 1997 (tour préliminaire)                                |
| 4 | 30 mars 1997    | Belize City | Belize - Panama | 0-1   | Coupe UNCAF des nations 1997 (tour préliminaire)                                |
| 5 | 14 janvier 2011 | Panama      | Panama - Belize | 2-1   | Copa Centroamericana 2011 (gr. A)                                               |
| 6 | 13 janvier 2017 | Panama      | Panama - Belize | 0-0   | Copa Centroamericana 2017                                                       |
| 7 | 7 Juin 2025     | Belize City | Belize - Panama |       | QUALIF. COUPE DU MONDE 2026                                                     |

#### Bilan
Au 28 août 2018 :
- Total de matchs disputés : 6
- Victoires du Belize : 0
- Matchs nuls : 2
- Victoires du Panama : 4
- Total de buts marqués par le Belize : 3
- Total de buts marqués par le Panama : 10

### Bermudes

#### Confrontations
Confrontations entre les Bermudes et le Panama en matchs officiels :
|   | Date             | Lieu     | Match             | Score | Compétition                                                  |
| - | ---------------- | -------- | ----------------- | ----- | ------------------------------------------------------------ |
| 1 | 28 avril 2004    | Panama   | Panama - Bermudes | 4-1   | Match amical                                                 |
| 2 | 5 septembre 2019 | Hamilton | Bermudes - Panama | 1-4   | Ligue des nations de la CONCACAF 2019-2020 (Ligue A - gr. B) |
| 3 | 8 septembre 2019 | Panama   | Panama - Bermudes | 0-2   | Ligue des nations de la CONCACAF 2019-2020 (Ligue A - gr. B) |

#### Bilan
Au 22 novembre 2019 :
- Total de matchs disputés : 3
- Victoires des Bermudes : 1
- Matchs nuls : 0
- Victoires du Panama : 2
- Total de buts marqués par les Bermudes : 4
- Total de buts marqués par le Panama : 8

### Bolivie

#### Confrontations
Confrontations entre la Bolivie et le Panama en matchs officiels :
|   | Date             | Lieu                    | Match            | Score | Compétition                        |
| - | ---------------- | ----------------------- | ---------------- | ----- | ---------------------------------- |
| 1 | 31 août 2003     | La Paz                  | Bolivie - Panama | 3-0   | Match amical                       |
| 2 | 20 août 2008     | Santa Cruz de la Sierra | Bolivie - Panama | 1-0   | Match amical                       |
| 3 | 25 mars 2011     | Panama                  | Panama - Bolivie | 2-0   | Match amical                       |
| 4 | 10 août 2011     | Santa Cruz de la Sierra | Bolivie - Panama | 1-3   | Match amical                       |
| 5 | 6 juin 2016      | Orlando                 | Panama - Bolivie | 2-1   | Copa América Centenario (groupe D) |
| 6 | 27 août 2023     | Cochabamba              | Bolivie - Panama | 1-2   | Match amical                       |
| 7 | 1er juillet 2024 | Orlando                 | Bolivie - Panama | 1-3   | Copa América 2024 (Groupe C)       |

#### Bilan
| Rang | Équipe  | Pts | J | G | N | P | Bp | Bc | Diff |
| ---- | ------- | --- | - | - | - | - | -- | -- | ---- |
| 1    | Panama  | 12  | 6 | 4 | 0 | 2 | 10 | 7  | +3   |
| 2    | Bolivie | 6   | 6 | 2 | 0 | 4 | 7  | 10 | -3   |

### Brésil

#### Confrontations
Confrontations entre le Brésil et le Panama en matchs officiels :
|   | Date          | Lieu          | Match           | Score | Compétition                   |
| - | ------------- | ------------- | --------------- | ----- | ----------------------------- |
| 1 | 13 avril 1952 | Santiago      | Brésil - Panama | 5-0   | Championnat panaméricain 1952 |
| 2 | 9 août 2001   | Curitiba      | Brésil - Panama | 5-0   | Match amical                  |
| 3 | 3 juin 2014   | Goiânia       | Brésil - Panama | 4-0   | Match amical                  |
| 4 | 29 mai 2016   | Commerce City | Panama - Brésil | 0-2   | Match amical                  |
| 5 | 23 mars 2019  | Porto         | Brésil - Panama | 1-1   | Match amical                  |

#### Bilan
Au 27 mars 2019 :
- Total de matchs disputés : 5
- Victoires de l'équipe du Brésil : 4
- Victoires de l'équipe du Panama : 0
- Match nul : 1

## C

### Canada

#### Confrontations
Confrontations entre le Panama et le Canada en matchs officiels :
|    | Date              | Lieu        | Match           | Score | Compétition                                                       |
| -- | ----------------- | ----------- | --------------- | ----- | ----------------------------------------------------------------- |
| 1  | 30 août 1996      | Edmonton    | Canada - Panama | 3-1   | Éliminatoires de la Coupe du monde 1998 (zone CONCACAF - 2e tour) |
| 2  | 27 octobre 1996   | Panama      | Panama - Canada | 0-0   | Éliminatoires de la Coupe du monde 1998 (zone CONCACAF - 2e tour) |
| 3  | 23 juillet 2000   | Panama      | Panama - Canada | 0-0   | Éliminatoires de la Coupe du monde 2002 (zone CONCACAF - 2e tour) |
| 4  | 9 octobre 2000    | Winnipeg    | Canada - Panama | 1-0   | Éliminatoires de la Coupe du monde 2002 (zone CONCACAF - 2e tour) |
| 5  | 4 juin 2008       | Sunrise     | Panama - Canada | 2-2   | Match amical                                                      |
| 6  | 14 juin 2011      | Kansas City | Canada - Panama | 1-1   | Gold Cup 2011 (gr. C)                                             |
| 7  | 7 septembre 2012  | Toronto     | Canada - Panama | 1-0   | Éliminatoires de la Coupe du monde 2014 (zone CONCACAF, 3e tour)  |
| 8  | 11 septembre 2012 | Panama      | Panama - Canada | 2-0   | Éliminatoires de la Coupe du monde 2014 (zone CONCACAF, 3e tour)  |
| 9  | 14 juillet 2013   | Denver      | Panama - Canada | 0-0   | Gold Cup 2013 (gr. A)                                             |
| 10 | 18 novembre 2014  | Panama      | Panama - Canada | 0-0   | Match amical                                                      |
| 11 | 13 octobre 2021   | Toronto     | Canada - Panama | 4-1   | Éliminatoires FIFA 2022                                           |
| 12 | 30 mars 2022      | Panama      | Panama - Canada | 1-0   | Éliminatoires FIFA 2022                                           |
| 13 | 15 octobre 2024   | Toronto     | Canada - Panama | 2-1   | Match amical                                                      |

#### Bilan
Au 23 octobre 2024 :
- Total de matchs disputés : 13
- Victoires du Panama : 4
- Matchs nuls : 6
- Victoires du Canada : 9
- Total de buts marqués par le Panama : 9
- Total de buts marqués par le Canada : 14

### Chili

#### Confrontations
Confrontations entre le Chili et le Panama en matchs officiels :
|   | Date            | Lieu         | Match          | Score | Compétition                        |
| - | --------------- | ------------ | -------------- | ----- | ---------------------------------- |
| 1 | 16 mars 1952    | Santiago     | Chili - Panama | 6-1   | Championnat panaméricain 1952      |
| 2 | 7 juin 2008     | Valparaiso   | Chili - Panama | 0-0   | Match amical                       |
| 3 | 20 janvier 2010 | Coquimbo     | Chili - Panama | 2-1   | Match amical                       |
| 4 | 14 juin 2016    | Philadelphie | Chili - Panama | 4-2   | Copa América Centenario (groupe D) |

#### Bilan
| Rang | Équipe | Pts | J | G | N | P | Bp | Bc | Diff |
| ---- | ------ | --- | - | - | - | - | -- | -- | ---- |
| 1    | Chili  | 10  | 4 | 3 | 1 | 0 | 12 | 4  | +8   |
| 2    | Panama | 1   | 4 | 0 | 1 | 3 | 4  | 12 | -8   |

### Colombie

#### Confrontations
Confrontations entre le Panama et la Colombie en matchs officiels.
|   | Date             | Lieu            | Match             | Score | Compétition                                   |
| - | ---------------- | --------------- | ----------------- | ----- | --------------------------------------------- |
| 1 | 14 février 1938  | Panama          | Panama - Colombie | 2-4   | Jeux d'Amérique centrale et des Caraïbes 1938 |
| 2 | 20 décembre 1946 | Barranquilla    | Colombie - Panama | 2-1   | Jeux d'Amérique centrale et des Caraïbes 1946 |
| 3 | 6 juillet 2005   | Miami           | Colombie - Panama | 0-1   | Gold Cup 2005 (gr. A)                         |
| 4 | 21 juillet 2005  | East Rutherford | Colombie - Panama | 2-3   | Gold Cup 2005 (demi-finale)                   |
| 5 | 9 mai 2007       | Panama          | Panama - Colombie | 0-4   | Match amical                                  |
| 6 | 3 juin 2019      | Bogota          | Colombie - Panama | 3-0   | Match amical                                  |
| 7 | 6 Juillet 2024   | Glendale        | Colombie - Panama | 5-0   | COPA AMÉRICA 1/4 DE FINALE                    |

#### Bilan
- Total de matchs disputés : 7
- Victoires de la Colombie : 5
- Victoires du Panama : 2
- Matchs nuls : 0
- Total de buts marqués par la Colombie : 20
- Total de buts marqués par le Panama : 7

### Corée du Sud

#### Confrontations
Confrontations entre le Panama et la Corée du Sud en matchs officiels.
|   | Date            | Lieu    | Match                 | Score | Compétition  |
| - | --------------- | ------- | --------------------- | ----- | ------------ |
| 1 | 16 octobre 2018 | Cheonan | Corée du Sud - Panama | 2-2   | Match amical |

#### Bilan
Au 17 octobre 2018 :
- Total de matchs disputés : 1
- Victoires de la Corée du Sud : 0
- Matchs nuls : 1
- Victoires du Panama : 0
- Total de buts marqués par la Corée du Sud : 2
- Total de buts marqués par le Panama : 2

### Costa Rica

#### Confrontations
Confrontations en matchs officiels entre le Costa Rica et le Panama :
|    | Date             | Lieu                  | Match               | Score            | Compétition                                                          |
| -- | ---------------- | --------------------- | ------------------- | ---------------- | -------------------------------------------------------------------- |
| 1  | 16 février 1938  | Panama                | Panama - Costa Rica | 0-11             | Jeux d'Amérique centrale et des Caraïbes de 1938 (tour final)        |
| 2  | 11 mai 1941      | San José              | Costa Rica - Panama | 7-0              | Coupe CCCF 1941                                                      |
| 3  | 26 février 1946  | San José              | Costa Rica - Panama | 7-0              | Coupe CCCF 1946                                                      |
| 4  | 21 décembre 1946 | Barranquilla          | Costa Rica - Panama | 0-2              | Jeux d'Amérique centrale et des Caraïbes de 1946 (tour final)        |
| 5  | 2 mars 1948      | Guatemala             | Costa Rica - Panama | 7-0              | Coupe CCCF 1948                                                      |
| 6  | 11 mars 1948     | Guatemala             | Costa Rica - Panama | 3-1              | Coupe CCCF 1948                                                      |
| 7  | 27 février 1951  | Panama                | Panama - Costa Rica | 2-0              | Coupe CCCF 1951                                                      |
| 8  | 2 mars 1951      | Panama                | Panama - Costa Rica | 1-1              | Coupe CCCF 1951                                                      |
| 9  | 10 mars 1953     | San José              | Costa Rica - Panama | 3-0              | Coupe CCCF 1953                                                      |
| 10 | 14 mars 1961     | San José              | Costa Rica - Panama | 6-1              | Coupe CCCF 1961                                                      |
| 11 | 13 juin 1975     | Panama                | Panama - Costa Rica | 1-1              | Match amical                                                         |
| 12 | 4 avril 1976     | San Salvador          | Panama - Costa Rica | 3-2              | Coupe des nations de la CONCACAF 1977 (tour préliminaire)            |
| 13 | 11 juillet 1976  | San José              | Costa Rica - Panama | 3-0              | Coupe des nations de la CONCACAF 1977 (tour préliminaire)            |
| 14 | 10 août 1980     | Panama                | Panama - Costa Rica | 1-1              | Coupe des nations de la CONCACAF 1981 (tour préliminaire)            |
| 15 | 5 novembre 1980  | San José              | Costa Rica - Panama | 2-0              | Coupe des nations de la CONCACAF 1981 (tour préliminaire)            |
| 16 | 24 mars 1984     | Panama                | Panama - Costa Rica | 1-1              | Match amical                                                         |
| 17 | 17 juillet 1988  | San José              | Costa Rica - Panama | 1-1              | Coupe des nations de la CONCACAF 1989 (tour préliminaire)            |
| 18 | 31 juillet 1988  | Panama                | Panama - Costa Rica | 0-2              | Coupe des nations de la CONCACAF 1989 (tour préliminaire)            |
| 19 | 16 août 1992     | Panama                | Panama - Costa Rica | 1-0              | Éliminatoires de la Coupe du monde 1994 (zone CONCACAF - 1er tour)   |
| 20 | 23 août 1992     | San José              | Costa Rica - Panama | 5-1              | Éliminatoires de la Coupe du monde 1994 (zone CONCACAF - 1er tour)   |
| 21 | 9 mars 1993      | Tegucigalpa           | Costa Rica - Panama | 2-0              | Coupe UNCAF des nations 1993                                         |
| 22 | 23 juin 1993     | San José              | Costa Rica - Panama | 3-1              | Match amical                                                         |
| 23 | 7 novembre 1996  | San Isidro            | Costa Rica - Panama | 2-0              | Match amical                                                         |
| 24 | 1er juillet 2000 | Alajuela              | Costa Rica - Panama | 5-1              | Match amical                                                         |
| 25 | 30 mai 2001      | San Pedro Sula        | Costa Rica - Panama | 2-1              | Coupe UNCAF des nations 2001 (tour final)                            |
| 26 | 23 février 2003  | Panama                | Panama - Costa Rica | 0-1              | Coupe UNCAF des nations 2003 (tour final)                            |
| 27 | 23 février 2005  | Guatemala             | Panama - Costa Rica | 0-1              | Coupe UNCAF des nations 2005 (gr. B)                                 |
| 28 | 26 mars 2005     | San José              | Costa Rica - Panama | 2-1              | Éliminatoires de la Coupe du monde 2006 (zone CONCACAF - tour final) |
| 29 | 3 septembre 2005 | Panama                | Panama - Costa Rica | 1-3              | Éliminatoires de la Coupe du monde 2006 (zone CONCACAF - tour final) |
| 30 | 13 février 2007  | San Salvador          | Costa Rica - Panama | 0-1              | Coupe UNCAF des nations 2007 (gr. B)                                 |
| 31 | 18 février 2007  | San Salvador          | Costa Rica - Panama | 1-1 (tab : 4-1)  | Coupe UNCAF des nations 2007 (finale)                                |
| 32 | 21 novembre 2007 | Panama                | Panama - Costa Rica | 1-1              | Match amical                                                         |
| 33 | 23 janvier 2009  | Tegucigalpa           | Costa Rica - Panama | 3-0              | Coupe UNCAF des nations 2009 (gr. B)                                 |
| 34 | 1er février 2009 | Tegucigalpa           | Costa Rica - Panama | 0-0 (tab : 3-5)  | Coupe UNCAF des nations 2009 (finale)                                |
| 35 | 3 septembre 2010 | Panama                | Panama - Costa Rica | 2-2              | Match amical                                                         |
| 36 | 21 janvier 2011  | Panama                | Panama - Costa Rica | 1-1 (tab : 2-4)  | Copa Centroamericana 2011 (demi-finale)                              |
| 37 | 11 novembre 2011 | Panama                | Panama - Costa Rica | 2-0              | Match amical                                                         |
| 38 | 6 février 2013   | Panama                | Panama - Costa Rica | 2-2              | Éliminatoires de la Coupe du monde 2014 (zone CONCACAF, 4e tour)     |
| 39 | 18 juin 2013     | San José              | Costa Rica - Panama | 2-0              | Éliminatoires de la Coupe du monde 2014 (zone CONCACAF, 4e tour)     |
| 40 | 7 septembre 2014 | Dallas                | Panama - Costa Rica | 2-2              | Copa Centroamericana 2014 (gr. B)                                    |
| 41 | 31 mars 2015     | Panama                | Panama - Costa Rica | 2-1              | Match amical                                                         |
| 42 | 17 novembre 2015 | Panama                | Panama - Costa Rica | 1-2              | Éliminatoires de la Coupe du monde 2018 (zone CONCACAF, 4e tour)     |
| 43 | 6 septembre 2016 | San José              | Costa Rica - Panama | 3-1              | Éliminatoires de la Coupe du monde 2018 (zone CONCACAF, 4e tour)     |
| 44 | 22 janvier 2017  | Panama                | Panama - Costa Rica | 1-0              | Copa Centroamericana 2017                                            |
| 45 | 8 juin 2017      | San José              | Costa Rica - Panama | 0-0              | Éliminatoires de la Coupe du monde 2018 (zone CONCACAF, 5e tour)     |
| 46 | 19 juillet 2017  | Philadelphie          | Costa Rica - Panama | 1-0              | Gold Cup 2017 (quart de finale)                                      |
| 47 | 10 octobre 2017  | Panama                | Panama - Costa Rica | 2-1              | Éliminatoires de la Coupe du monde 2018 (zone CONCACAF, 5e tour)     |
| 48 | 10 octobre 2020  | San José              | Costa Rica - Panama | 0-1              | Match amical                                                         |
| 49 | 13 octobre 2020  | San José (Costa Rica) | Costa Rica - Panama | 0-1              | Match amical                                                         |
| 50 | 2 septembre 2021 | Panama                | Panama - Costa Rica | 0-0              | Éliminatoires FIFA 2022                                              |
| 51 | 27 janvier 2022  | San José              | Costa Rica - Panama | 1-0              | Éliminatoires FIFA 2022                                              |
| 52 | 2 juin 2022      | Panama                | Panama - Costa Rica | 2-0              | Ligue des nations de la CONCACAF 2022-2023                           |
| 53 | 28 mars 2023     | San José              | Costa Rica - Panama | 0-1              | Ligue des nations de la CONCACAF 2022-2023                           |
| 54 | 26 juin 2023     | Fort Lauderdale       | Costa Rica - Panama | 1-2              | Gold Cup 2023                                                        |
| 55 | 16 novembre 2023 | San José              | Costa Rica - Panama | 0-3              | Ligue des nations de la CONCACAF 2023-2024                           |
| 56 | 21 novembre 2023 | Panama                | Panama - Costa Rica | 3-1 (6-1 (a))    | Ligue des nations de la CONCACAF 2023-2024                           |
| 57 | 14 novembre 2024 | San José              | Costa Rica - Panama | 0-1              | Ligue des nations de la CONCACAF 2024-2025                           |
| 58 | 18 novembre 2024 | Panama                | Panama - Costa Rica | 2-2 (a.e.t. 3-2) | Ligue des nations de la CONCACAF 2024-2025                           |

#### Bilan
Au 22 novembre 2023 :
- Total de matchs disputés : 58
- Victoires du Costa Rica : 29
- Matchs nuls : 14
- Victoires du Panama : 29
- Total de buts marqués par le Costa Rica : 110
- Total de buts marqués par le Panama : 59

### Cuba
Confrontations entre Cuba et le Panama en matchs officiels, :
|    | Date              | Lieu            | Match         | Score | Compétition                                                       |
| -- | ----------------- | --------------- | ------------- | ----- | ----------------------------------------------------------------- |
| 1  | 6 août 1939       | Panama          | Panama - Cuba | 0-4   | Match amical                                                      |
| 2  | 18 janvier 1941   |                 | Cuba - Panama | 0-2   | Match amical                                                      |
| 3  | 26 janvier 1941   |                 | Panama - Cuba | 0-0   | Match amical                                                      |
| 4  | 22 février 1949   |                 | Cuba - Panama | 1-2   | Match amical                                                      |
| 5  | 16 mars 1954      | Mexico          | Cuba - Panama | 0-4   | Jeux d'Amérique centrale et des Caraïbes 1954                     |
| 6  | 14 août 1957      | Willemstad      | Cuba - Panama | 0-1   | Coupe CCCF 1957 (tour final)                                      |
| 7  | 10 mars 1961      | San José        | Cuba - Panama | 0-1   | Coupe CCCF 1961 (gr. 1)                                           |
| 8  | 5 septembre 1975  | Panama          | Panama - Cuba | 0-1   | Match amical                                                      |
| 9  | 7 septembre 1975  | La Chorrera     | Panama - Cuba | 2-2   | Match amical                                                      |
| 10 | 16 septembre 1975 | Panama          | Panama - Cuba | 2-3   | Match amical                                                      |
| 11 | 23 décembre 1976  | Panama          | Panama - Cuba | 0-5   | Match amical                                                      |
| 12 | 27 juillet 1983   | Panama          | Panama - Cuba | 0-0   | Match amical                                                      |
| 13 | 31 juillet 1983   | La Chorrera     | Panama - Cuba | 1-0   | Match amical                                                      |
| 14 | 13 mars 1984      | Panama          | Panama - Cuba | 1-1   | Match amical                                                      |
| 15 | 18 mars 1984      | Panama          | Panama - Cuba | 0-1   | Match amical                                                      |
| 16 | 30 octobre 1986   | Managua         | Cuba - Panama | 1-1   | Match amical                                                      |
| 17 | 20 février 1987   | Panama          | Panama - Cuba | 1-0   | Match amical                                                      |
| 18 | 22 février 1987   | Panama          | Panama - Cuba | 1-3   | Match amical                                                      |
| 19 | 25 mars 1987      | Panama          | Panama - Cuba | 0-0   | Match amical                                                      |
| 20 | 22 septembre 1996 | Panama          | Cuba - Panama | 3-1   | Éliminatoires de la Coupe du monde 1998 (zone CONCACAF - 2e tour) |
| 21 | 15 décembre 1996  | Panama          | Panama - Cuba | 3-1   | Éliminatoires de la Coupe du monde 1998 (zone CONCACAF - 2e tour) |
| 22 | 5 décembre 1999   | Panama          | Panama - Cuba | 1-0   | Match amical                                                      |
| 23 | 29 juillet 2001   | Panama          | Panama - Cuba | 0-0   | Gold Cup 2002 (tour préliminaire)                                 |
| 24 | 5 août 2001       | La Havane       | Cuba - Panama | 1-0   | Gold Cup 2002 (tour préliminaire)                                 |
| 25 | 27 juin 2003      | Panama          | Panama - Cuba | 2-0   | Match amical                                                      |
| 26 | 29 juin 2003      | Panama          | Panama - Cuba | 1-0   | Match amical                                                      |
| 27 | 16 mars 2004      | La Havane       | Cuba - Panama | 1-1   | Match amical                                                      |
| 28 | 18 mars 2004      | La Havane       | Cuba - Panama | 3-0   | Match amical                                                      |
| 29 | 10 juin 2007      | East Rutherford | Panama - Cuba | 2-2   | Gold Cup 2007 (gr. C)                                             |
| 30 | 26 octobre 2010   | Panama          | Panama - Cuba | 0-3   | Match amical                                                      |
| 31 | 29 mars 2011      | La Havane       | Cuba - Panama | 0-2   | Match amical                                                      |
| 32 | 12 juin 2012      | Panama          | Panama - Cuba | 1-0   | Éliminatoires de la Coupe du monde 2014 (zone CONCACAF, 3e tour)  |
| 33 | 16 octobre 2012   | La Havane       | Cuba - Panama | 1-1   | Éliminatoires de la Coupe du monde 2014 (zone CONCACAF, 3e tour)  |
| 34 | 20 juillet 2013   | Atlanta         | Panama - Cuba | 6-1   | Gold Cup 2013 (quart de finale)                                   |
| 35 | 20 août 2014      | Panama          | Panama - Cuba | 4-0   | Match amical                                                      |
| 36 | 8 janvier 2016    | Panama          | Panama - Cuba | 4-0   | Copa América Centenario (barrage)                                 |

#### Bilan
Au 28 août 2018 :
- Total de matchs disputés : 36
- Victoires de l'équipe de Cuba : 10
- Matchs nuls : 10
- Victoires de l'équipe du Panama : 16
- Total de buts marqués par Cuba : 38
- Total de buts marqués par le Panama : 48

### Curaçao
Confrontations entre Curaçao et le Panama en matchs officiels, :
|   | Date             | Lieu         | Match            | Score | Compétition                                                   |
| - | ---------------- | ------------ | ---------------- | ----- | ------------------------------------------------------------- |
| 1 | 11 mai 1941      | San José     | Curaçao - Panama | 3-3   | Coupe CCCF 1941                                               |
| 2 | 21 décembre 1946 | Barranquilla | Curaçao - Panama | 2-2   | Jeux d'Amérique centrale et des Caraïbes de 1946 (tour final) |
| 3 | 4 mars 1948      | Guatemala    | Curaçao - Panama | 3-1   | Coupe CCCF 1948                                               |
| 4 | 14 mars 1948     | Guatemala    | Curaçao - Panama | 2-5   | Coupe CCCF 1948                                               |
| 5 | 12 mars 1953     | San José     | Curaçao - Panama | 4-2   | Coupe CCCF 1953                                               |
| 6 | 21 août 1957     | Willemstad   | Curaçao - Panama | 3-1   | Coupe CCCF 1957                                               |
| 7 | 15 juin 2021     | Willemstad   | Curaçao - Panama | 0-0   | Éliminatoires FIFA 2022                                       |
| 8 | 13 octobre 2023  | Willemstad   | Curaçao - Panama | 1-2   | Ligue des nations de la CONCACAF 2023-2024                    |

#### Bilan
Au 20 octobre 2023 :
- Total de matchs disputés : 8
- Victoires de Curaçao : 4
- Matchs nuls : 3
- Victoires du Panama : 3
- Total de buts marqués par Curaçao : 18
- Total de buts marqués par le Panama : 17

## D

### Danemark

#### Confrontations
Confrontations entre le Danemark et le Panama en matchs officiels :
|   | Date         | Lieu       | Match             | Score | Compétition  |
| - | ------------ | ---------- | ----------------- | ----- | ------------ |
| 1 | 22 mars 2018 | Copenhague | Danemark - Panama | 1-0   | Match amical |

#### Bilan
Au 28 août 2018 :
- Total de matchs disputés : 1
- Victoires du Danemark: 1
- Matchs nuls : 0
- Victoires du Panama : 0
- Total de buts marqués par le Danemark : 1
- Total de buts marqués par le Panama : 0

### Dominique

#### Confrontations
Confrontations entre la Dominique et le Panama en matchs officiels :
|   | Date             | Lieu           | Match              | Score | Compétition                                                      |
| - | ---------------- | -------------- | ------------------ | ----- | ---------------------------------------------------------------- |
| 1 | 7 octobre 2011   | Roseau         | Dominique - Panama | 0-5   | Éliminatoires de la Coupe du monde 2014 (zone CONCACAF, 2e tour) |
| 2 | 15 novembre 2011 | Panama         | Panama - Dominique | 3-0   | Éliminatoires de la Coupe du monde 2014 (zone CONCACAF, 2e tour) |
| 3 | 28 mars 2021     | Saint-Domingue | Dominique - Panama | 1-2   | Éliminatoires FIFA 2022                                          |

#### Bilan
Au 4 avril 2022 :
- Total de matchs disputés : 3
- Victoires de la Dominique : 1
- Matchs nuls : 0
- Victoires du Panama : 4
- Total de buts marqués par la Dominique : 1
- Total de buts marqués par le Panama : 10

## E

### Équateur

#### Confrontations
Confrontations entre le Panama et l'Équateur en matchs officiels.
|   | Date             | Lieu      | Match             | Score | Compétition  |
| - | ---------------- | --------- | ----------------- | ----- | ------------ |
| 1 | 25 juin 2000     | Quito     | Équateur - Panama | 5-0   | Match amical |
| 2 | 11 août 2000     | Panama    | Panama - Équateur | 0-0   | Match amical |
| 3 | 26 janvier 2005  | Ambato    | Équateur - Panama | 2-0   | Match amical |
| 4 | 29 janvier 2005  | Babahoyo  | Équateur - Panama | 2-0   | Match amical |
| 5 | 3 juin 2015      | Panama    | Panama - Équateur | 1-1   | Match amical |
| 6 | 6 juin 2015      | Guayaquil | Équateur - Panama | 4-0   | Match amical |
| 7 | 20 novembre 2018 | Panama    | Panama - Équateur | 1-2   | Match amical |

#### Bilan
Au 30 novembre 2018 :
- Total de matchs disputés : 7
- Victoires de l'Équateur : 5
- Victoires du Panama : 0
- Matchs nuls : 2
- Total de buts marqués par l'Équateur : 16
- Total de buts marqués par le Panama : 2

### Espagne

#### Confrontations
Confrontations entre l'Espagne et le Panama en matchs officiels :
|   | Date             | Lieu   | Match            | Score | Compétition  |
| - | ---------------- | ------ | ---------------- | ----- | ------------ |
| 1 | 14 novembre 2012 | Panama | Panama - Espagne | 1-5   | Match amical |

#### Bilan
| Rang | Équipe  | Pts | J | G | N | P | Bp | Bc | Diff |
| ---- | ------- | --- | - | - | - | - | -- | -- | ---- |
| 1    | Espagne | 3   | 1 | 1 | 0 | 0 | 5  | 1  | +4   |
| 2    | Panama  | 0   | 1 | 0 | 0 | 1 | 1  | 5  | -4   |

### États-Unis

#### Confrontations
Confrontations entre les États-Unis et le Panama en matchs officiels :
|    | Date             | Lieu            | Match               | Score                | Compétition                                                           |
| -- | ---------------- | --------------- | ------------------- | -------------------- | --------------------------------------------------------------------- |
| 1  | 14 juillet 1993  | Dallas          | États-Unis - Panama | 2-1                  | Gold Cup 1993 (groupe A)                                              |
| 2  | 8 septembre 2004 | Panama          | Panama - États-Unis | 1-1                  | Qualification pour la Coupe du monde 2006 (troisième tour - groupe 1) |
| 3  | 13 octobre 2004  | Pasadena        | États-Unis - Panama | 6-0                  | Qualification pour la Coupe du monde 2006 (troisième tour - groupe 1) |
| 4  | 8 juin 2005      | Panama          | Panama - États-Unis | 0-3                  | Qualification pour la Coupe du monde 2006 (tour final)                |
| 5  | 24 juillet 2005  | East Rutherford | États-Unis - Panama | 0-0 (3-1 aux t.a.b.) | Gold Cup 2005 (finale)                                                |
| 6  | 12 octobre 2005  | Pasadena        | États-Unis - Panama | 2-0                  | Qualification pour la Coupe du monde 2006 (tour final)                |
| 7  | 16 juin 2007     | Foxborough      | États-Unis - Panama | 2-1                  | Gold Cup 2007 (quart de finale)                                       |
| 8  | 18 juillet 2009  | Philadelphie    | États-Unis - Panama | 2-1 (a.p.)           | Gold Cup 2009 (quart de finale)                                       |
| 9  | 11 juin 2011     | Tampa           | États-Unis - Panama | 1-2                  | Gold Cup 2011 (groupe C)                                              |
| 10 | 22 juin 2011     | Houston         | États-Unis - Panama | 1-0                  | Gold Cup 2011 (demi-finale)                                           |
| 11 | 25 janvier 2012  | Panama          | Panama - États-Unis | 0-1                  | Match amical                                                          |
| 12 | 11 juin 2013     | Seattle         | États-Unis - Panama | 2-0                  | Qualification pour la Coupe du monde 2014 (tour final)                |
| 13 | 28 juillet 2013  | Chicago         | États-Unis - Panama | 1-0                  | Gold Cup 2013 (finale)                                                |
| 14 | 15 octobre 2013  | Panama          | Panama - États-Unis | 2-3                  | Qualification pour la Coupe du monde 2014 (tour final)                |
| 15 | 8 février 2015   | Pasadena        | États-Unis - Panama | 2-0                  | Match amical                                                          |
| 16 | 13 juillet 2015  | Kansas City     | Panama - États-Unis | 1-1                  | Gold Cup 2015 (groupe A)                                              |
| 17 | 25 juillet 2015  | Chester         | États-Unis - Panama | 1-1 (2-3 aux t.a.b.) | Gold Cup 2015 (match pour la troisième place)                         |
| 18 | 28 mars 2017     | Panama          | Panama - États-Unis | 1-1                  | Qualification pour la Coupe du monde 2018 (tour final)                |
| 19 | 8 juillet 2017   | Nashville       | États-Unis - Panama | 1-1                  | Gold Cup 2017 (groupe B)                                              |
| 20 | 6 octobre 2017   | Orlando         | États-Unis - Panama | 4-0                  | Qualification pour la Coupe du monde 2018 (tour final)                |
| 21 | 27 janvier 2019  | Glendale        | États-Unis - Panama | 3-0                  | Match amical                                                          |
| 22 | 26 juin 2019     | Kansas City     | Panama - États-Unis | 0-1                  | Gold Cup 2019 (gr. D)                                                 |
| 23 | 10 octobre 2021  | Panama          | Panama - États-Unis | 1-0                  | Éliminatoires FIFA 2022                                               |
| 24 | 27 mars 2022     | Orlando         | États-Unis - Panama | 5-1                  | Éliminatoires FIFA 2022                                               |
| 25 | 12 juillet 2023  | San Diego       | États-Unis - Panama | 1-1 (4-5 aux t.a.b.) | Gold Cup 2023                                                         |
| 26 | 27 juin 2024     | Géorgie         | Panama - États-Unis | 2-1                  | Copa América 2024 (Groupe C)                                          |
| 27 | 20 Mars 2025     | Inglewood       | États-Unis - Panama | 0-1                  | Ligue des nations de la CONCACAF 2024-2025                            |

#### Bilan
- Total de matchs disputés : 27
- Victoires du Panama : 10
- Matchs nuls : 7
- Victoires des États-Unis : 25
- Total de buts marqués par le Panama : 21
- Total de buts marqués par les États-Unis : 52

## G

### Grenade
Confrontations entre la Grenade et le Panama en matchs officiels :
|   | Date            | Lieu          | Match            | Score | Compétition           |
| - | --------------- | ------------- | ---------------- | ----- | --------------------- |
| 1 | 29 mai 2011     | Panama        | Panama - Grenade | 2-0   | Match amical          |
| 2 | 24 octobre 2017 | Saint-Georges | Grenade - Panama | 0-5   | Match amical          |
| 3 | 20 juillet 2021 | Orlando       | Panama - Grenade | 3-1   | Gold Cup 2021 (Gr. C) |

#### Bilan
Au 4 avril 2022 :
- Total de matchs disputés : 3
- Victoires de l'équipe de Grenade : 1
- Matchs nuls : 0
- Victoires de l'équipe du Panama : 5
- Total de buts marqués par la Grenade : 1
- Total de buts marqués par le Panama : 10

### Guadeloupe

#### Confrontations
Confrontations entre la Guadeloupe et le Panama en matchs officiels :
|   | Date           | Lieu    | Match               | Score | Compétition           |
| - | -------------- | ------- | ------------------- | ----- | --------------------- |
| 1 | 5 juillet 2009 | Oakland | Panama - Guadeloupe | 1-2   | Gold Cup 2009 (gr. C) |
| 2 | 7 juin 2011    | Detroit | Panama - Guadeloupe | 3-2   | Gold Cup 2011 (gr. C) |

#### Bilan
Au 28 août 2018 :
- Total de matchs disputés : 2
- Victoires de la Guadeloupe : 1
- Matchs nuls : 0
- Victoires du Panama : 1
- Total de buts marqués par la Guadeloupe : 4
- Total de buts marqués par le Panama : 4

### Guatemala

#### Confrontations
Confrontations en matchs officiels entre le Panama et le Guatemala, :
|    | Date              | Lieu            | Match              | Score | Compétition                                                          |
| -- | ----------------- | --------------- | ------------------ | ----- | -------------------------------------------------------------------- |
| 1  | 13 mars 1946      | San José        | Panama - Guatemala | 3-3   | Coupe CCCF 1946                                                      |
| 2  | 9 décembre 1946   | Barranquilla    | Panama - Guatemala | 4-2   | Jeux d'Amérique centrale et des Caraïbes 1946                        |
| 3  | 9 mars 1948       | Guatemala       | Guatemala - Panama | 4-3   | Coupe CCCF 1948                                                      |
| 4  | 21 mars 1948      | Guatemala       | Guatemala - Panama | 4-5   | Coupe CCCF 1948                                                      |
| 5  | 17 mars 1953      | San José        | Panama - Guatemala | 2-2   | Coupe CCCF 1953                                                      |
| 6  | 4 mars 1961       | San José        | Guatemala - Panama | 2-0   | Coupe CCCF 1961                                                      |
| 7  | 25 mars 1963      | San Salvador    | Panama - Guatemala | 2-2   | Coupe des nations de la CONCACAF 1963 (gr. A)                        |
| 8  | 28 février 1966   |                 | Panama - Guatemala | 0-1   | Match amical                                                         |
| 9  | 13 février 1967   | Guatemala       | Guatemala - Panama | 3-1   | Coupe des nations de la CONCACAF 1967 (tour préliminaire)            |
| 10 | 1er août 1975     |                 | Panama - Guatemala | 2-0   | Match amical                                                         |
| 11 | 17 septembre 1976 | Panama          | Panama - Guatemala | 2-4   | Coupe des nations de la CONCACAF 1977 (tour préliminaire)            |
| 12 | 26 septembre 1976 | Guatemala       | Guatemala - Panama | 7-0   | Coupe des nations de la CONCACAF 1977 (tour préliminaire)            |
| 13 | 2 juillet 1980    | Panama          | Panama - Guatemala | 0-2   | Coupe des nations de la CONCACAF 1981 (tour préliminaire)            |
| 14 | 16 novembre 1980  | Guatemala       | Guatemala - Panama | 5-0   | Coupe des nations de la CONCACAF 1981 (tour préliminaire)            |
| 15 | 29 mars 1985      | Panama          | Panama - Guatemala | 0-0   | Match amical                                                         |
| 16 | 1er décembre 1995 | Santa Ana       | Guatemala - Panama | 1-0   | Coupe UNCAF des nations 1995 (gr. B)                                 |
| 17 | 4 août 1996       | Guatemala       | Guatemala - Panama | 1-0   | Match amical                                                         |
| 18 | 14 août 1996      | Panama          | Panama - Guatemala | 1-0   | Match amical                                                         |
| 19 | 19 janvier 2000   | Panama          | Panama - Guatemala | 2-0   | Match amical                                                         |
| 20 | 26 janvier 2000   | Guatemala       | Guatemala - Panama | 1-1   | Match amical                                                         |
| 21 | 21 février 2001   | Panama          | Panama - Guatemala | 2-2   | Match amical                                                         |
| 22 | 3 juin 2001       | San Pedro Sula  | Panama - Guatemala | 1-3   | Coupe UNCAF des nations 2001 (tour final)                            |
| 23 | 16 février 2003   | Panama          | Panama - Guatemala | 2-0   | Coupe UNCAF des nations 2003 (tour final)                            |
| 24 | 1er mai 2004      | Guatemala       | Guatemala - Panama | 1-2   | Match amical                                                         |
| 25 | 23 juillet 2004   | Panama          | Panama - Guatemala | 1-1   | Match amical                                                         |
| 26 | 9 février 2005    | Panama          | Panama - Guatemala | 0-0   | Éliminatoires de la Coupe du monde 2006 (zone CONCACAF - tour final) |
| 27 | 27 février 2005   | Guatemala       | Guatemala - Panama | 3-0   | Coupe UNCAF des nations 2005 (match pour la 3e place)                |
| 28 | 17 août 2005      | Guatemala       | Guatemala - Panama | 2-1   | Éliminatoires de la Coupe du monde 2006 (zone CONCACAF - tour final) |
| 29 | 6 septembre 2006  | Guatemala       | Guatemala - Panama | 1-2   | Match amical                                                         |
| 30 | 16 février 2007   | San Salvador    | Panama - Guatemala | 2-0   | Coupe UNCAF des nations 2007 (demi-finale)                           |
| 31 | 22 août 2007      | Panama          | Panama - Guatemala | 2-1   | Match amical                                                         |
| 32 | 1er juin 2008     | Fort Lauderdale | Panama - Guatemala | 1-0   | Match amical                                                         |
| 33 | 27 janvier 2009   | Tegucigalpa     | Panama - Guatemala | 1-0   | Coupe UNCAF des nations 2009 (gr. B)                                 |
| 34 | 10 janvier 2013   | Panama          | Panama - Guatemala | 3-0   | Match amical                                                         |
| 35 | 13 janvier 2013   | Panama          | Panama - Guatemala | 2-0   | Match amical                                                         |
| 36 | 25 janvier 2013   | San José        | Panama - Guatemala | 3-1   | Copa Centroamericana 2013 (match pour la 5e place)                   |
| 37 | 10 août 2016      | Panama          | Panama - Guatemala | 0-0   | Match amical                                                         |
| 38 | 4 mars 2020       | Guatemala       | Guatemala - Panama | 0-2   | Match amical                                                         |
| 39 | 12 mars 2023      | San José        | Guatemala - Panama | 1-1   | Match amical                                                         |
| 40 | 10 septembre 2023 | Guatemala       | Guatemala - Panama | 1-1   | Ligue des nations de la CONCACAF 2023-2024                           |
| 41 | 17 octobre 2023   | Panama          | Panama - Guatemala | 3-0   | Ligue des nations de la CONCACAF 2023-2024                           |

#### Bilan
Au 21 octobre 2023 :
- Total de matchs disputés : 41
- Victoires du Panama : 22
- Matchs nuls : 11
- Victoires du Guatemala : 16
- Total de buts marqués par le Panama : 61
- Total de buts marqués par le Guatemala : 62

### Guyana

#### Confrontations
Confrontations entre le Guyana et le Panama en matchs officiels :
|   | Date         | Lieu      | Match           | Score | Compétition           |
| - | ------------ | --------- | --------------- | ----- | --------------------- |
| 1 | 20 mai 2012  | Panama    | Panama - Guyana | 3-1   | Match amical          |
| 2 | 22 juin 2019 | Cleveland | Guyana - Panama | 2-4   | Gold Cup 2019 (gr. D) |

#### Bilan
Au 24 juin 2019 :
- Total de matchs disputés : 2
- Victoires du Panama : 2
- Matchs nuls : 0
- Victoires du Guyana : 0
- Total de buts marqués par le Panama : 7
- Total de buts marqués par le Guyana : 3

## H

### Haïti

#### Confrontations
Confrontations en matchs officiels entre le Panama et Haïti :
|    | Date            | Lieu           | Match          | Score | Compétition                                                      |
| -- | --------------- | -------------- | -------------- | ----- | ---------------------------------------------------------------- |
| 1  | 15 mars 1939    | Port-au-Prince | Haïti - Panama | 1-0   | Match amical                                                     |
| 2  | 19 mars 1939    | Port-au-Prince | Haïti - Panama | 1-1   | Match amical                                                     |
| 3  | 24 mars 1939    | Port-au-Prince | Haïti - Panama | 3-0   | Match amical                                                     |
| 4  | 7 mars 1956     | Port-au-Prince | Haïti - Panama | 3-2   | Match amical                                                     |
| 5  | 12 mars 1956    | Port-au-Prince | Haïti - Panama | 2-1   | Match amical                                                     |
| 6  | 18 août 1957    | Willemstad     | Haïti - Panama | 3-1   | Coupe CCCF 1957                                                  |
| 7  | 7 mars 1961     | San José       | Haïti - Panama | 2-0   | Coupe CCCF 1961 (gr. 1)                                          |
| 8  | 22 mars 1961    | Panama         | Panama - Haïti | 0-3   | Match amical                                                     |
| 9  | 23 mars 1961    | Panama         | Panama - Haïti | 0-2   | Match amical                                                     |
| 10 | 15 août 1975    | Panama         | Panama - Haïti | 2-0   | Match amical                                                     |
| 11 | 17 août 1975    | La Chorrera    | Panama - Haïti | 1-1   | Match amical                                                     |
| 12 | 5 avril 2001    | Port-au-Prince | Haïti - Panama | 1-1   | Match amical                                                     |
| 13 | 7 avril 2001    | Port-au-Prince | Haïti - Panama | 0-0   | Match amical                                                     |
| 14 | 24 avril 2001   | Panama         | Panama - Haïti | 2-0   | Match amical                                                     |
| 15 | 24 mars 2007    | Miami          | Haïti - Panama | 3-0   | Match amical                                                     |
| 16 | 31 mars 2009    | La Chorrera    | Panama - Haïti | 4-0   | Match amical                                                     |
| 17 | 19 juin 2009    | Port-au-Prince | Haïti - Panama | 1-1   | Match amical                                                     |
| 18 | 13 juillet 2015 | Frisco         | Panama - Haïti | 1-1   | Gold Cup 2015 (gr. A)                                            |
| 19 | 25 mars 2016    | Port-au-Prince | Haïti - Panama | 0-0   | Éliminatoires de la Coupe du monde 2018 (zone CONCACAF, 4e tour) |
| 20 | 29 mars 2016    | Panama         | Panama - Haïti | 1-0   | Éliminatoires de la Coupe du monde 2018 (zone CONCACAF, 4e tour) |

#### Bilan
Au 28 août 2018 :
- Total de matchs disputés : 20
- Victoires du Panama : 4
- Matchs nuls : 7
- Victoires d'Haïti : 9
- Total de buts marqués par le Panama : 18
- Total de buts marqués par Haïti : 27

### Honduras

#### Confrontations
Confrontations en matchs officiels entre le Honduras et le Panama :
|    | Date              | Lieu            | Match             | Score | Compétition                                                         |
| -- | ----------------- | --------------- | ----------------- | ----- | ------------------------------------------------------------------- |
| 1  | 23 février 1946   | San José        | Panama - Honduras | 1-0   | Coupe CCCF 1946                                                     |
| 2  | 21 mars 1953      | San José        | Honduras - Panama | 3-1   | Coupe CCCF 1953                                                     |
| 3  | 25 août 1957      | Willemstad      | Honduras - Panama | 2-1   | Coupe CCCF 1957                                                     |
| 4  | 27 mars 1963      | San Salvador    | Honduras - Panama | 1-0   | Coupe des nations de la CONCACAF 1963 (gr. 1)                       |
| 5  | 13 juin 1970      | El Progreso     | Honduras - Panama | 1-0   | Match amical                                                        |
| 6  | 6 juin 1977       | Tegucigalpa     | Honduras - Panama | 1-0   | Match amical                                                        |
| 7  | 13 juin 1980      | Tegucigalpa     | Honduras - Panama | 0-0   | Match amical                                                        |
| 8  | 15 juin 1980      | Tegucigalpa     | Honduras - Panama | 1-0   | Match amical                                                        |
| 9  | 30 juillet 1980   | Panama          | Panama - Honduras | 0-2   | Coupe des nations de la CONCACAF 1981 (tour préliminaire)           |
| 10 | 14 décembre 1980  | Tegucigalpa     | Honduras - Panama | 5-0   | Coupe des nations de la CONCACAF 1981 (tour préliminaire)           |
| 11 | 15 juin 1984      | Colón           | Panama - Honduras | 0-3   | Coupe des nations de la CONCACAF 1985 (tour préliminaire)           |
| 12 | 24 juin 1984      | Tegucigalpa     | Honduras - Panama | 1-0   | Coupe des nations de la CONCACAF 1985 (tour préliminaire)           |
| 13 | 28 octobre 1986   | Managua         | Honduras - Panama | 1-0   | Match amical                                                        |
| 14 | 5 mai 1991        | Panama          | Panama - Honduras | 2-0   | Coupe UNCAF des nations 1991 (tour préliminaire)                    |
| 15 | 12 mai 1991       | San Pedro Sula  | Honduras - Panama | 3-0   | Coupe UNCAF des nations 1991 (tour préliminaire)                    |
| 16 | 28 juin 1992      | Tegucigalpa     | Honduras - Panama | 4-0   | Match amical                                                        |
| 17 | 30 juin 1992      | San Pedro Sula  | Honduras - Panama | 4-0   | Match amical                                                        |
| 18 | 5 mars 1993       | Tegucigalpa     | Honduras - Panama | 2-0   | Coupe UNCAF des nations 1993                                        |
| 19 | 10 juillet 1993   | Dallas          | Honduras - Panama | 5-1   | Gold Cup 1993 (gr. A)                                               |
| 20 | 29 novembre 1995  | Santa Ana       | Honduras - Panama | 2-0   | Coupe UNCAF des nations 1995 (gr. B)                                |
| 21 | 24 juillet 1996   | Tegucigalpa     | Honduras - Panama | 1-1   | Match amical                                                        |
| 22 | 7 août 1996       | Panama          | Panama - Honduras | 2-1   | Match amical                                                        |
| 23 | 16 avril 1997     | Guatemala       | Honduras - Panama | 5-0   | Coupe UNCAF des nations 1997 (gr. B)                                |
| 24 | 2 avril 2000      | Panama          | Panama - Honduras | 1-0   | Qualification pour la Coupe du monde 2002 (zone CONCACAF - 2e tour) |
| 25 | 7 mai 2000        | Tegucigalpa     | Honduras - Panama | 3-1   | Qualification pour la Coupe du monde 2002 (zone CONCACAF - 2e tour) |
| 26 | 23 mai 2001       | San Pedro Sula  | Honduras - Panama | 1-2   | Coupe UNCAF des nations 2001 (gr. A)                                |
| 27 | 20 février 2003   | Panama          | Panama - Honduras | 1-1   | Coupe UNCAF des nations 2003 (tour final)                           |
| 28 | 7 avril 2004      | La Ceiba        | Honduras - Panama | 0-0   | Match amical                                                        |
| 29 | 28 juillet 2004   | Tegucigalpa     | Honduras - Panama | 0-0   | Match amical                                                        |
| 30 | 25 février 2005   | Guatemala       | Honduras - Panama | 1-0   | Coupe UNCAF des nations 2005 (demi-finale)                          |
| 31 | 12 juillet 2005   | Miami           | Honduras - Panama | 1-0   | Gold Cup 2005 (gr. A)                                               |
| 32 | 11 février 2007   | San Salvador    | Honduras - Panama | 1-1   | Coupe UNCAF des nations 2007 (gr. B)                                |
| 33 | 8 juin 2007       | East Rutherford | Panama - Honduras | 3-2   | Gold Cup 2007 (gr. C)                                               |
| 34 | 14 octobre 2007   | Tegucigalpa     | Honduras - Panama | 1-0   | Match amical                                                        |
| 35 | 30 janvier 2009   | Tegucigalpa     | Honduras - Panama | 0-1   | Coupe UNCAF des nations 2009 (demi-finale)                          |
| 36 | 28 juin 2009      | Cary            | Honduras - Panama | 2-0   | Match amical                                                        |
| 37 | 17 novembre 2010  | Panama          | Panama - Honduras | 2-0   | Match amical                                                        |
| 38 | 18 décembre 2010  | San Pedro Sula  | Honduras - Panama | 2-1   | Match amical                                                        |
| 39 | 8 juin 2012       | San Pedro Sula  | Honduras - Panama | 0-2   | Éliminatoires de la Coupe du monde 2014 (zone CONCACAF, 3e tour)    |
| 40 | 12 octobre 2012   | Panama          | Panama - Honduras | 0-0   | Éliminatoires de la Coupe du monde 2014 (zone CONCACAF, 3e tour)    |
| 41 | 22 janvier 2013   | San José        | Panama - Honduras | 1-1   | Copa Centroamericana 2013 (gr. B)                                   |
| 42 | 26 mars 2013      | Panama          | Panama - Honduras | 2-0   | Éliminatoires de la Coupe du monde 2014 (zone CONCACAF, 4e tour)    |
| 43 | 10 septembre 2013 | Tegucigalpa     | Honduras - Panama | 2-2   | Éliminatoires de la Coupe du monde 2014 (zone CONCACAF, 4e tour)    |
| 44 | 10 juillet 2015   | Foxborough      | Honduras - Panama | 1-1   | Gold Cup 2015 (gr. A)                                               |
| 45 | 11 novembre 2016  | San Pedro Sula  | Honduras - Panama | 0-1   | Éliminatoires de la Coupe du monde 2018 (zone CONCACAF, 5e tour)    |
| 46 | 17 janvier 2017   | Panama          | Panama - Honduras | 0-1   | Copa Centroamericana 2017                                           |
| 47 | 13 juin 2017      | Panama          | Panama - Honduras | 2-2   | Éliminatoires de la Coupe du monde 2018 (zone CONCACAF, 5e tour)    |
| 48 | 20 novembre 2018  | Tegucigalpa     | Honduras - Panama | 1-0   | Match amical                                                        |
| 49 | 17 juillet 2021   | Houston         | Panama - Honduras | 2-3   | Gold Cup 2021 (Gr. D)                                               |
| 50 | 12 novembre 2021  | San Pedro Sula  | Honduras - Panama | 2-3   | Éliminatoires FIFA 2022                                             |
| 51 | 24 mars 2022      | Panama          | Panama - Honduras | 1-1   | Éliminatoires FIFA 2022                                             |

#### Bilan
Au 7 juillet 2022 :
- Total de matchs disputés : 51
- Victoires du Panama : 14
- Matchs nuls : 12
- Victoires du Honduras : 30
- Total de buts marqués par le Panama : 36
- Total de buts marqués par le Honduras : 76

## I

### Iran

#### Confrontations
Confrontations entre l'Iran et le Panama en matchs officiels :
|   | Date             | Lieu    | Match         | Score | Compétition  |
| - | ---------------- | ------- | ------------- | ----- | ------------ |
| 1 | 18 décembre 2004 | Téhéran | Iran - Panama | 1-0   | Match amical |
| 2 | 9 novembre 2017  | Graz    | Iran - Panama | 2-1   | Match amical |

#### Bilan
Au 28 août 2018 :
- Total de matchs disputés : 2
- Victoires du Panama : 0
- Matchs nuls : 0
- Victoires de l'Iran : 2
- Total de buts marqués par le Panama : 1
- Total de buts marqués par l'Iran : 4

### Irlande du Nord

#### Confrontations
Confrontations entre l'Irlande du Nord et le Panama en matchs officiels :
|   | Date        | Lieu   | Match                    | Score | Compétition  |
| - | ----------- | ------ | ------------------------ | ----- | ------------ |
| 1 | 29 mai 2018 | Panama | Panama - Irlande du Nord | 0-0   | Match amical |

#### Bilan
Au 28 août 2018 :
- Total de matchs disputés : 1
- Victoires du Panama : 0
- Matchs nuls : 1
- Victoires de l'Irlande du Nord : 0
- Total de buts marqués par le Panama : 0
- Total de buts marqués par l'Irlande du Nord : 0

## J

### Jamaïque

#### Confrontations
Confrontations entre le Panama et la Jamaïque en matchs officiels :
|    | Date             | Lieu         | Match             | Score | Compétition                                                           |
| -- | ---------------- | ------------ | ----------------- | ----- | --------------------------------------------------------------------- |
| 1  | 4 novembre 1969  | Kingston     | Jamaïque - Panama | 1-1   | Qualification pour le Championnat de la CONCACAF 1969                 |
| 2  | 5 novembre 1969  | Kingston     | Panama - Jamaïque | 1-2   | Qualification pour le Championnat de la CONCACAF 1969                 |
| 3  | 17 juillet 1993  | Dallas       | Jamaïque - Panama | 1-1   | Gold Cup 1993 (groupe A)                                              |
| 4  | 28 juillet 1996  | Kingston     | Jamaïque - Panama | 0-0   | Match amical                                                          |
| 5  | 24 août 1996     | Panama       | Panama - Jamaïque | 2-0   | Match amical                                                          |
| 6  | 14 mai 2000      | Kingston     | Jamaïque - Panama | 0-1   | Match amical                                                          |
| 7  | 4 septembre 2004 | Kingston     | Jamaïque - Panama | 1-2   | Qualification pour la Coupe du monde 2006 (troisième tour - groupe 1) |
| 8  | 9 octobre 2004   | Panama       | Panama - Jamaïque | 1-1   | Qualification pour la Coupe du monde 2006 (troisième tour - groupe 1) |
| 9  | 26 mars 2007     | Kingston     | Jamaïque - Panama | 1-1   | Match amical                                                          |
| 10 | 7 juin 2009      | Kingston     | Jamaïque - Panama | 3-2   | Match amical                                                          |
| 11 | 27 mai 2012      | Kingston     | Jamaïque - Panama | 0-1   | Match amical                                                          |
| 12 | 1er juin 2012    | Panama       | Panama - Jamaïque | 2-1   | Match amical                                                          |
| 13 | 22 mars 2013     | Kingston     | Jamaïque - Panama | 1-1   | Match amical                                                          |
| 15 | 13 novembre 2015 | Kingston     | Jamaïque - Panama | 0-2   | Éliminatoires de la Coupe du monde 2018 (zone CONCACAF, 4e tour)      |
| 16 | 2 septembre 2016 | Panama       | Panama - Jamaïque | 2-0   | Éliminatoires de la Coupe du monde 2018 (zone CONCACAF, 4e tour)      |
| 17 | 30 juin 2019     | Philadelphie | Jamaïque - Panama | 1-0   | Gold Cup 2019 (quart de finale)                                       |
| 18 | 5 septembre 2021 | Kingston     | Jamaique - Panama | 0-3   | Éliminatoires FIFA 2022                                               |
| 19 | 30 janvier 2022  | Panama       | Panama - Jamaïque | 3-2   | Éliminatoires FIFA 2022                                               |
| 20 | 24 mars 2024     | Arlington    | Panama - Jamaique | 0-1   | Ligue des nations de la CONCACAF 2023-2024                            |

#### Bilan
Au 30 mars 2024 :
- Total de matchs disputés : 20
- Victoires de la Jamaïque : 7
- Matchs nuls : 7
- Victoires du Panama : 12
- Total de buts marqués par la Jamaïque : 16
- Total de buts marqués par le Panama : 26

### Japon

#### Confrontations
Confrontations entre le Japon et le Panama en matchs officiels :
|   | Date             | Lieu    | Match          | Score | Compétition  |
| - | ---------------- | ------- | -------------- | ----- | ------------ |
| 1 | 12 octobre 2018  | Niigata | Japon - Panama | 3-0   | Match amical |
| 2 | 13 novembre 2020 | Graz    | Japon - Panama | 1-0   | Match amical |

#### Bilan
Au 23 juin 2021 :
- Total de matchs disputés : 2
- Victoires du Panama : 0
- Matchs nuls : 0
- Victoires du Japon : 2
- Total de buts marqués par le Panama : 0
- Total de buts marqués par le Japon : 4

## M

### Martinique

#### Confrontations
Confrontations entre la Martinique et le Panama en matchs officiels :
|   | Date             | Lieu           | Match               | Score | Compétition                                |
| - | ---------------- | -------------- | ------------------- | ----- | ------------------------------------------ |
| 1 | 17 juillet 2013  | Seattle        | Panama - Martinique | 1-0   | Gold Cup 2013 (gr. A)                      |
| 2 | 27 avril 2016    | Fort-de-France | Martinique - Panama | 0-2   | Match amical                               |
| 3 | 15 juillet 2017  | Cleveland      | Panama - Martinique | 3-0   | Gold Cup 2017 (gr. B)                      |
| 4 | 9 juin 2022      | Panama         | Panama - Martinique | 5-0   | Ligue des nations de la CONCACAF 2022-2023 |
| 5 | 12 juin 2022     | Fort-de-France | Martinique - Panama | 0-0   | Ligue des nations de la CONCACAF 2022-2023 |
| 6 | 7 septembre 2023 | Panama         | Panama - Martinique | 3-0   | Ligue des nations de la CONCACAF 2023-2024 |

#### Bilan
Au 13 septembre 2023 :
- Total de matchs disputés : 5
- Victoires de la Martinique : 0
- Matchs nuls : 1
- Victoires du Panama : 11
- Total de buts marqués par la Martinique : 0
- Total de buts marqués par le Panama : 13

### Mexique

#### Confrontations
Confrontations en matchs officiels entre le Mexique et le Panama, :
|    | Date               | Lieu                  | Match            | Score    | Compétition                                                          |
| -- | ------------------ | --------------------- | ---------------- | -------- | -------------------------------------------------------------------- |
| 1  | 20 février 1938    | Panama                | Panama - Mexique | 2-2      | Jeux d'Amérique centrale et des Caraïbes 1938 (tour final)           |
| 2  | 10 avril 1952      | Santiago              | Mexique - Panama | 4-2      | Championnat panaméricain de football 1952                            |
| 3  | 16 juillet 2000    | Panama                | Panama - Mexique | 0-1      | Éliminatoires de la Coupe du monde 2002 (zone CONCACAF - 2e tour)    |
| 4  | 3 septembre 2000   | Mexico                | Mexique - Panama | 7-1      | Éliminatoires de la Coupe du monde 2002 (zone CONCACAF - 2e tour)    |
| 5  | 30 mars 2005       | Panama                | Panama - Mexique | 1-1      | Éliminatoires de la Coupe du monde 2006 (zone CONCACAF - tour final) |
| 6  | 7 septembre 2005   | Mexico                | Mexique - Panama | 5-0      | Éliminatoires de la Coupe du monde 2006 (zone CONCACAF - tour final) |
| 7  | 13 juin 2007       | Houston               | Mexique - Panama | 1-0      | Gold Cup 2007 (gr. C)                                                |
| 8  | 9 septembre 2007   | Puebla                | Mexique - Panama | 1-0      | Match amical                                                         |
| 9  | 9 juillet 2009     | Houston               | Mexique - Panama | 1-1      | Gold Cup 2009 (gr. C)                                                |
| 10 | 7 juin 2013        | Panama                | Panama - Mexique | 0-0      | Éliminatoires de la Coupe du monde 2014 (zone CONCACAF, 4e tour)     |
| 11 | 7 juillet 2013     | Pasadena              | Mexique - Panama | 1-2      | Gold Cup 2013 (gr. A)                                                |
| 12 | 24 juillet 2013    | Arlington             | Panama - Mexique | 2-1      | Gold Cup 2013 (demi-finale)                                          |
| 13 | 11 octobre 2013    | Mexico                | Mexique - Panama | 2-1      | Éliminatoires de la Coupe du monde 2014 (zone CONCACAF, 4e tour)     |
| 14 | 12 octobre 2014    | Santiago de Querétaro | Mexique - Panama | 1-0      | Match amical                                                         |
| 15 | 22 juillet 2015    | Atlanta               | Panama - Mexique | 1-2 (ap) | Gold Cup 2015 (demi-finale)                                          |
| 16 | 13 octobre 2015    | Toluca                | Mexique - Panama | 1-0      | Match amical                                                         |
| 17 | 11 octobre 2016    | Bridgeview            | Mexique - Panama | 1-0      | Match amical                                                         |
| 18 | 15 novembre 2016   | Panama                | Panama - Mexique | 0-0      | Éliminatoires de la Coupe du monde 2018 (zone CONCACAF, 5e tour)     |
| 19 | 1er septembre 2017 | Mexico                | Mexique - Panama | 1-0      | Éliminatoires de la Coupe du monde 2018 (zone CONCACAF, 5e tour)     |
| 20 | 15 octobre 2019    | Mexico                | Mexique - Panama | 3-1      | Ligue des nations de la CONCACAF 2019-2020 (Ligue A - gr. B)         |
| 21 | 15 novembre 2019   | Panama                | Panama - Mexique | 0-3      | Ligue des nations de la CONCACAF 2019-2020 (Ligue A - gr. B)         |
| 22 | 30 juin 2021       | Nashville             | Mexique - Panama | 3-0      | Match amical                                                         |
| 23 | 8 septembre 2021   | Panama                | Panama - Mexique | 1-1      | Éliminatoires FIFA 2022                                              |
| 24 | 2 février 2022     | Mexico                | Mexique - Panama | 1-0      | Éliminatoires FIFA 2022                                              |
| 25 | 16 juillet 2023    | Inglewood             | Mexique - Panama | 1-0      | Gold Cup 2023                                                        |
| 26 | 21 mars 2024       | Arlington             | Panama - Mexique | 0-3      | Ligue des nations de la CONCACAF 2023-2024                           |
| 27 | 23 mars 2025       | Inglewood             | Mexique - Panama | 2-1      | Ligue des nations de la CONCACAF 2024-2025                           |

#### Bilan
Au 30 mars 2024 :
- Total de matchs disputés : 27
- Victoires du Mexique : 25
- Matchs nuls : 6
- Victoires du Panama : 4
- Total de buts marqués par le Mexique : 50
- Total de buts marqués par le Panama : 13

## N

### Nicaragua

#### Confrontations
Confrontations en matchs officiels entre le Nicaragua et le Panama, :
|    | Date              | Lieu          | Match               | Score | Compétition                                                        |
| -- | ----------------- | ------------- | ------------------- | ----- | ------------------------------------------------------------------ |
| 1  | 18 mai 1941       | San José      | Panama - Nicaragua  | 5-2   | Coupe CCCF 1941                                                    |
| 2  | 10 mars 1946      | San José      | Panama - Nicaragua  | 0-2   | Coupe CCCF 1946                                                    |
| 3  | 28 février 1951   | Panama        | Panama - Nicaragua  | 4-0   | Coupe CCCF 1951                                                    |
| 4  | 4 mars 1951       | Panama        | Panama - Nicaragua  | 6-2   | Coupe CCCF 1951                                                    |
| 5  | 14 mars 1953      | San José      | Panama - Nicaragua  | 0-2   | Coupe CCCF 1953                                                    |
| 6  | 31 mars 1963      | San Salvador  | Panama - Nicaragua  | 5-0   | Coupe des nations de la CONCACAF 1963 (gr. A)                      |
| 7  | 8 février 1966    | Panama        | Panama - Nicaragua  | 3-1   | Match amical                                                       |
| 8  | 17 février 1967   | Guatemala     | Panama - Nicaragua  | 1-3   | Coupe des nations de la CONCACAF 1967 (tour préliminaire)          |
| 9  | 2 décembre 1973   | Panama        | Panama - Nicaragua  | 2-0   | Match amical                                                       |
| 10 | 27 avril 1984     | Panama        | Panama - Nicaragua  | 2-0   | Match amical                                                       |
| 11 | 22 octobre 1995   | Balboa        | Panama - Nicaragua  | 2-0   | Coupe UNCAF des nations 1995 (tour préliminaire)                   |
| 12 | 29 octobre 1995   | Diriamba      | Nicaragua - Panama  | 0-5   | Coupe UNCAF des nations 1995 (tour préliminaire)                   |
| 13 | 19 mars 2000      | Diriamba      | Nicaragua - Panama  | 0-2   | Éliminatoires de la Coupe du monde 2002 (zone CONCACAF - 1er tour) |
| 14 | 21 mai 2000       | Panama        | Panama - Nicaragua  | 4-0   | Éliminatoires de la Coupe du monde 2002 (zone CONCACAF - 1er tour) |
| 15 | 27 mai 2001       | Puerto Cortés | Panama - Nicaragua  | 6-0   | Coupe UNCAF des nations 2001 (gr. A)                               |
| 16 | 21 février 2003   | Panama        | Panama - Nicaragua  | 0-1   | Coupe UNCAF des nations 2003 (tour final)                          |
| 17 | 12 juillet 2009   | Glendale      | Panama - Nicaragua  | 4-0   | Gold Cup 2009 (gr. C)                                              |
| 18 | 16 janvier 2011   | Panama        | Panama - Nicaragua  | 2-0   | Copa Centroamericana 2011 (gr. A)                                  |
| 19 | 6 septembre 2011  | Managua       | Nicaragua - Panama  | 1-2   | Éliminatoires de la Coupe du monde 2014 (zone CONCACAF, 2e tour)   |
| 20 | 11 octobre 2011   | Panama        | Panama - Nicaragua  | 5-1   | Éliminatoires de la Coupe du monde 2014 (zone CONCACAF, 2e tour)   |
| 21 | 10 septembre 2014 | Houston       | Panama - Nicaragua  | 2-0   | Copa Centroamericana 2014 (gr. B)                                  |
| 22 | 15 mars 2016      | Managua       | Nicaragua - Panama  | 1-0   | Match amical                                                       |
| 23 | 15 janvier 2017   | Panama        | Panama - Nicaragua  | 2-1   | Copa Centroamericana 2017                                          |
| 24 | 12 juillet 2017   | Tampa         | Panama - Nicaragua  | 2-1   | Gold Cup 2017 (gr. B)                                              |
| 25 | 25 février 2020   | Managua       | Nicaragua - Panama  | 0-0   | Match amical                                                       |
| 26 | 10 juin 2023      | Penonomé      | Panama - Nicaragua  | 3-2   | Match amical                                                       |
| 27 | 10 Juin 2025      | Penonomé      | Panama vs Nicaragua |       | QUALIFICATION. COUPE DU MONDE 2026                                 |

#### Bilan
Au 1er juillet 2023 :
- Total de matchs disputés : 26
- Victoires du Nicaragua : 7
- Matchs nuls : 1
- Victoires du Panama : 22
- Total de buts marqués par le Nicaragua : 20
- Total de buts marqués par le Panama : 69

### Norvège

#### Confrontations
Confrontations entre la Norvège et le Panama en matchs officiels :
|   | Date        | Lieu | Match            | Score | Compétition  |
| - | ----------- | ---- | ---------------- | ----- | ------------ |
| 1 | 6 juin 2018 | Oslo | Norvège - Panama | 1-0   | Match amical |

#### Bilan
Au 28 août 2018 :
- Total de matchs disputés : 1
- Victoires de la Norvège : 1
- Matchs nuls : 0
- Victoires du Panama : 0
- Total de buts marqués par la Norvège : 1
- Total de buts marqués par le Panama : 0

## P

### Paraguay

#### Confrontations
Confrontations entre le Panama et le Paraguay en matchs officiels.
|   | Date             | Lieu     | Match             | Score | Compétition  |
| - | ---------------- | -------- | ----------------- | ----- | ------------ |
| 1 | 19 mars 1961     | Panama   | Panama - Paraguay | 0-0   | Match amical |
| 2 | 22 février 1977  | Panama   | Panama - Paraguay | 0-4   | Match amical |
| 3 | 20 août 2003     | Panama   | Panama - Paraguay | 1-2   | Match amical |
| 4 | 2 septembre 2011 | Panama   | Panama - Paraguay | 0-2   | Match amical |
| 5 | 29 février 2012  | Asuncion | Paraguay - Panama | 1-0   | Match amical |
| 6 | 16 juin 2024     | Panama   | Panama - Paraguay | 0-1   | Match amical |

#### Bilan
Au 25 juin 2024 :
- Total de matchs disputés : 6
- Victoires du Paraguay : 5
- Victoires du Panama : 0
- Matchs nuls : 1
- Total de buts marqués par le Paraguay : 10
- Total de buts marqués par le Panama : 1

### Pays de Galles

#### Confrontations
Confrontations entre le Panama et le pays de Galles en matchs officiels.
|   | Date             | Lieu    | Match                   | Score | Compétition  |
| - | ---------------- | ------- | ----------------------- | ----- | ------------ |
| 1 | 14 novembre 2017 | Cardiff | Pays de Galles - Panama | 1-1   | Match amical |

#### Bilan
Au 28 août 2018 :
- Total de matchs disputés : 1
- Victoires du pays de Galles : 0
- Matchs nuls : 1
- Victoires du Panama : 0
- Total de buts marqués par le pays de Galles : 1
- Total de buts marqués par le Panama : 1

### Pérou

#### Confrontations
Confrontations entre le Panama et le Pérou en matchs officiels :
|   | Date             | Lieu     | Match          | Score | Compétition                      |
| - | ---------------- | -------- | -------------- | ----- | -------------------------------- |
| 1 | 23 mars 1952     | Santiago | Pérou - Panama | 7-1   | Championnat panaméricain de 1952 |
| 2 | 23 avril 1973    | Lima     | Pérou - Panama | 4-0   | Match amical                     |
| 3 | 16 août 2006     | Lima     | Pérou - Panama | 0-2   | Match amical                     |
| 4 | 19 novembre 2006 | Panama   | Panama - Pérou | 1-2   | Match amical                     |
| 5 | 12 octobre 2010  | Panama   | Panama - Pérou | 1-0   | Match amical                     |
| 6 | 8 février 2011   | Moquegua | Pérou - Panama | 1-0   | Match amical                     |
| 7 | 1er juin 2013    | Panama   | Panama - Pérou | 1-2   | Match amical                     |
| 8 | 6 août 2014      | Lima     | Pérou - Panama | 3-0   | Match amical                     |
| 9 | 16 janvier 2022  | Lima     | Pérou - Panama | 1-1   | Match amical                     |

#### Bilan
Au 7 juillet 2022 :
- Total de matchs disputés : 9
- Victoires du Pérou : 7
- Victoires du Panama : 3
- Matchs nuls : 1
- Total de buts marqués par le Pérou : 20
- Total de buts marqués par le Panama : 7

### Portugal

#### Confrontations
Confrontations entre le Portugal et le Panama en matchs officiels :
|   | Date         | Lieu | Match             | Score | Compétition  |
| - | ------------ | ---- | ----------------- | ----- | ------------ |
| 1 | 15 août 2012 | Faro | Portugal - Panama | 2-0   | Match amical |

#### Bilan
| Rang | Équipe   | Pts | J | G | N | P | Bp | Bc | Diff |
| ---- | -------- | --- | - | - | - | - | -- | -- | ---- |
| 1    | Portugal | 3   | 1 | 1 | 0 | 0 | 2  | 0  | +2   |
| 2    | Panama   | 0   | 1 | 0 | 0 | 1 | 0  | 2  | -2   |

### Porto Rico

#### Confrontations
Confrontations entre le Panama et Porto Rico en matchs officiels, :
|   | Date             | Lieu         | Match               | Score | Compétition                                   |
| - | ---------------- | ------------ | ------------------- | ----- | --------------------------------------------- |
| 1 | 13 décembre 1946 | Barranquilla | Panama - Porto Rico | 12-1  | Jeux d'Amérique centrale et des Caraïbes 1946 |
| 2 | 1er juin 1972    | San Juan     | Porto Rico - Panama | 0-0   | Match amical                                  |
| 3 | 14 décembre 1972 | Panama       | Panama - Porto Rico | 5-0   | Match amical                                  |
| 4 | 16 décembre 1972 | Panama       | Panama - Porto Rico | 0-1   | Match amical                                  |
| 5 | 14 mars 1974     | San Juan     | Porto Rico - Panama | 0-1   | Match amical                                  |

#### Bilan
Au 28 août 2018 :
- Total de matchs disputés : 5
- Victoires de Porto Rico : 1
- Matchs nuls : 1
- Victoires du Panama : 3
- Total de buts marqués par Porto Rico : 2
- Total de buts marqués par le Panama : 18

## Q

### Qatar

#### Confrontations
Confrontations entre le Qatar et le Panama
|   | Date            | Lieu      | Match          | Score | Compétition   |
| - | --------------- | --------- | -------------- | ----- | ------------- |
| 1 | 13 juillet 2021 | Houston   | Qatar - Panama | 3-3   | Gold Cup 2021 |
| 2 | 5 novembre 2022 | Marbella  | Qatar - Panama | 2-1   | Match amical  |
| 3 | 8 juillet 2023  | Arlington | Panama - Qatar | 4-0   | Gold Cup 2023 |

#### Bilan
Au 10 juillet 2023 :
- Total de matchs disputés : 3
- Victoires du Panama : 8
- Matchs nuls : 1
- Victoires du Qatar : 5
- Total de buts marqués par le Panama : 8
- Total de buts marqués par le Qatar : 5

## R

### République dominicaine

#### Confrontations
Confrontations entre la République dominicaine et le Panama en matchs officiels :
|   | Date            | Lieu           | Match                           | Score | Compétition             |
| - | --------------- | -------------- | ------------------------------- | ----- | ----------------------- |
| 1 | 21 mai 1986     | Panama         | Panama - République dominicaine | 2-1   | Match amical            |
| 2 | 25 février 1987 | Saint-Domingue | République dominicaine - Panama | 0-2   | Match amical            |
| 3 | 27 février 1987 | Saint-Domingue | République dominicaine - Panama | 1-2   | Match amical            |
| 4 | 28 février 1987 | Saint-Domingue | République dominicaine - Panama | 1-1   | Match amical            |
| 5 | 3 mars 1987     | Saint-Domingue | République dominicaine - Panama | 0-1   | Match amical            |
| 6 | 8 juin 2021     | Panama         | Panama - République dominicaine | 3-0   | Éliminatoires FIFA 2022 |

#### Bilan
Au 11 avril 2022 :
- Total de matchs disputés : 6
- Victoires de la République dominicaine: 0
- Matchs nuls : 1
- Victoires du Panama : 7
- Total de buts marqués par la République dominicaine : 3
- Total de buts marqués par le Panama : 11

## S

### Sainte-Lucie

#### Confrontations
Confrontations entre le Panama et Sainte-Lucie en matchs officiels :
|   | Date         | Lieu       | Match                 | Score | Compétition                                                       |
| - | ------------ | ---------- | --------------------- | ----- | ----------------------------------------------------------------- |
| 1 | 13 juin 2004 | Panama     | Panama - Sainte-Lucie | 4-0   | Éliminatoires de la Coupe du monde 2006 (zone CONCACAF - 3e tour) |
| 2 | 20 juin 2004 | Vieux Fort | Sainte-Lucie - Panama | 0-3   | Éliminatoires de la Coupe du monde 2006 (zone CONCACAF - 3e tour) |

#### Bilan
Au 28 août 2018 :
- Total de matchs disputés : 2
- Victoires de Sainte-Lucie : 0
- Matchs nuls : 0
- Victoires du Panama : 2
- Total de buts marqués par Sainte-Lucie : 0
- Total de buts marqués par le Panama : 7

### Salvador

#### Confrontations
Confrontations en matchs officiels entre le Salvador et le Panama, :
|    | Date              | Lieu         | Match             | Score           | Compétition                                                       |
| -- | ----------------- | ------------ | ----------------- | --------------- | ----------------------------------------------------------------- |
| 1  | 23 février 1938   | Panama       | Panama - Salvador | 1-2             | Jeux d'Amérique centrale et des Caraïbes de 1938 (tour final)     |
| 2  | 15 mai 1941       | San José     | Salvador - Panama | 4-3             | Coupe CCCF 1941                                                   |
| 3  | 7 mars 1946       | San José     | Salvador - Panama | 4-1             | Coupe CCCF 1946                                                   |
| 4  | 5 novembre 1946   | San Salvador | Salvador - Panama | 2-3             | Match amical                                                      |
| 5  | 10 novembre 1946  | San Salvador | Salvador - Panama | 3-3             | Match amical                                                      |
| 6  | 7 mars 1948       | Guatemala    | Salvador - Panama | 1-2             | Coupe CCCF 1948                                                   |
| 7  | 16 mars 1948      | Guatemala    | Panama - Salvador | 2-0             | Coupe CCCF 1948                                                   |
| 8  | 3 août 1949       | San Salvador | Salvador - Panama | 3-1             | Match amical                                                      |
| 9  | 4 août 1949       | San Salvador | Salvador - Panama | 2-3             | Match amical                                                      |
| 10 | 10 mars 1953      | San José     | Salvador - Panama | 2-1             | Coupe CCCF 1953                                                   |
| 11 | 23 mars 1963      | San Salvador | Salvador - Panama | 1-1             | Coupe des nations de la CONCACAF 1963 (gr. A)                     |
| 12 | 25 mars 1966      | Panama       | Panama - Salvador | 1-0             | Match amical                                                      |
| 13 | 25 janvier 1974   | Panama       | Panama - Salvador | 1-0             | Match amical                                                      |
| 14 | 2 mai 1976        | Panama       | Panama - Salvador | 1-1             | Coupe des nations de la CONCACAF 1977 (tour préliminaire)         |
| 15 | 1er août 1976     | San Salvador | Salvador - Panama | 4-1             | Coupe des nations de la CONCACAF 1977 (tour préliminaire)         |
| 16 | 9 mai 1980        | Panama       | Panama - Salvador | 0-0             | Match amical                                                      |
| 17 | 24 août 1980      | Panama       | Panama - Salvador | 1-3             | Coupe des nations de la CONCACAF 1981 (tour préliminaire)         |
| 18 | 5 octobre 1980    | San Salvador | Salvador - Panama | 4-1             | Coupe des nations de la CONCACAF 1981 (tour préliminaire)         |
| 19 | 29 mai 1984       | San Salvador | Salvador - Panama | 2-1             | Match amical                                                      |
| 20 | 7 mars 1993       | Tegucigalpa  | Panama - Salvador | 1-1             | Coupe UNCAF des nations 1993                                      |
| 21 | 6 octobre 1996    | Panama       | Panama - Salvador | 1-1             | Éliminatoires de la Coupe du monde 1998 (zone CONCACAF - 2e tour) |
| 22 | 10 novembre 1996  | San Salvador | Salvador - Panama | 3-2             | Éliminatoires de la Coupe du monde 1998 (zone CONCACAF - 2e tour) |
| 23 | 20 avril 1997     | Guatemala    | Salvador - Panama | 2-0             | Coupe UNCAF des nations 1997 (gr. B)                              |
| 24 | 16 février 2000   | Panama       | Panama - Salvador | 4-1             | Match amical                                                      |
| 25 | 29 février 2000   | San Salvador | Salvador - Panama | 3-1             | Match amical                                                      |
| 26 | 14 mars 2001      | Panama       | Panama - Salvador | 1-0             | Match amical                                                      |
| 27 | 25 mai 2001       | Tegucigalpa  | Salvador - Panama | 2-1             | Coupe UNCAF des nations 2001 (gr. A)                              |
| 28 | 1er juin 2001     | Tegucigalpa  | Salvador - Panama | 1-1             | Coupe UNCAF des nations 2001 (tour final)                         |
| 29 | 9 février 2003    | Panama       | Panama - Salvador | 1-2             | Coupe UNCAF des nations 2003 (tour final)                         |
| 30 | 28 janvier 2004   | San Salvador | Salvador - Panama | 1-1             | Match amical                                                      |
| 31 | 18 août 2004      | San Salvador | Salvador - Panama | 2-1             | Éliminatoires de la Coupe du monde 2006 (zone CONCACAF - 3e tour) |
| 32 | 17 novembre 2004  | Panama       | Panama - Salvador | 3-0             | Éliminatoires de la Coupe du monde 2006 (zone CONCACAF - 3e tour) |
| 33 | 19 février 2005   | Guatemala    | Salvador - Panama | 0-1             | Coupe UNCAF des nations 2005 (gr. B)                              |
| 34 | 7 octobre 2006    | Panama       | Panama - Salvador | 1-0             | Match amical                                                      |
| 35 | 29 novembre 2006  | San Salvador | Salvador - Panama | 0-0             | Match amical                                                      |
| 36 | 15 juin 2008      | Panama       | Panama - Salvador | 1-0             | Éliminatoires de la Coupe du monde 2010 : zone CONCACAF (2e tour) |
| 37 | 22 juin 2008      | San Salvador | Salvador - Panama | 3-1             | Éliminatoires de la Coupe du monde 2010 : zone CONCACAF (2e tour) |
| 38 | 8 octobre 2010    | Panama       | Panama - Salvador | 1-0             | Match amical                                                      |
| 39 | 18 janvier 2011   | Panama       | Panama - Salvador | 2-0             | Copa Centroamericana 2011 (gr. A)                                 |
| 40 | 23 janvier 2011   | Panama       | Panama - Salvador | 0-0 (tab : 5-4) | Copa Centroamericana 2011 (match pour la 3e place)                |
| 41 | 19 juin 2011      | Washington   | Panama - Salvador | 1-1 (tab : 5-3) | Gold Cup 2011 (quart de finale)                                   |
| 42 | 20 janvier 2013   | San José     | Salvador - Panama | 0-0             | Copa Centroamericana 2013 (gr. B)                                 |
| 43 | 13 septembre 2014 | Los Angeles  | Salvador - Panama | 0-1             | Copa Centroamericana 2014 (match pour la 3e place)                |
| 44 | 14 novembre 2014  | San Salvador | Salvador - Panama | 1-3             | Match amical                                                      |
| 45 | 17 février 2016   | Panama       | Panama - Salvador | 1-0             | Match amical                                                      |
| 46 | 20 janvier 2017   | Panama       | Panama - Salvador | 1-0             | Copa Centroamericana 2017                                         |
| 47 | 16 novembre 2021  | Panama       | Panama - Salvador | 2-1             | Éliminatoires FIFA 2022                                           |
| 48 | 1er mai 2022      | Cary         | Salvador - Panama | 3-2             | Match amical                                                      |
| 49 | 4 juillet 2023    | Houston      | Panama - Salvador | 2-2             | Gold Cup 2023                                                     |

#### Bilan
Au 10 juillet 2023 :
- Total de matchs disputés : 49
- Victoires du Salvador : 22
- Matchs nuls : 14
- Victoires du Panama : 23
- Total de buts marqués par le Salvador : 69
- Total de buts marqués par le Panama : 66

### Serbie

#### Confrontations
Confrontations entre la Serbie et le Panama en matchs officiels :
|   | Date            | Lieu       | Match           | Score | Compétition  |
| - | --------------- | ---------- | --------------- | ----- | ------------ |
| 1 | 31 mai 2014     | Bridgeview | Panama - Serbie | 1-1   | Match amical |
| 2 | 28 janvier 2021 | Panama     | Panama - Serbie | 0-0   | Match amical |

#### Bilan
| Rang | Équipe | Pts | J | G | N | P | Bp | Bc | Diff |
| ---- | ------ | --- | - | - | - | - | -- | -- | ---- |
| 1    | Panama | 2   | 1 | 0 | 2 | 0 | 1  | 1  | 0    |
| 1    | Serbie | 2   | 1 | 0 | 2 | 0 | 1  | 1  | 0    |

### Suisse

#### Confrontations
Confrontations entre la Suisse et le Panama en matchs officiels :
|   | Date         | Lieu    | Match           | Score | Compétition  |
| - | ------------ | ------- | --------------- | ----- | ------------ |
| 1 | 27 mars 2018 | Lucerne | Suisse - Panama | 6-0   | Match amical |

#### Bilan
Au 28 août 2018 :
- Total de matchs disputés : 1
- Victoires de la Suisse : 1
- Matchs nuls : 0
- Victoires du Panama : 0
- Total de buts marqués par la Suisse : 6
- Total de buts marqués par le Panama : 0

## T

### Trinité-et-Tobago

#### Confrontations
Confrontations en matchs officiels entre Trinité-et-Tobago et le Panama, :
|    | Date               | Lieu            | Match                      | Score           | Compétition                                                          |
| -- | ------------------ | --------------- | -------------------------- | --------------- | -------------------------------------------------------------------- |
| 1  | 14 avril 1985      | Panama          | Panama - Trinité-et-Tobago | 0-0             | Match amical                                                         |
| 2  | 17 avril 1985      | David           | Panama - Trinité-et-Tobago | 1-1             | Match amical                                                         |
| 3  | 1er septembre 1989 | Port-d'Espagne  | Trinité-et-Tobago - Panama | 2-0             | Match amical                                                         |
| 4  | 30 juillet 1996    | Panama          | Panama - Trinité-et-Tobago | 1-0             | Match amical                                                         |
| 5  | 12 octobre 1999    | Panama          | Panama - Trinité-et-Tobago | 2-2             | Match amical                                                         |
| 6  | 16 août 2000       | Port-d'Espagne  | Trinité-et-Tobago - Panama | 6-0             | Éliminatoires de la Coupe du monde 2002 (zone CONCACAF - 2e tour)    |
| 7  | 15 novembre 2000   | Port-d'Espagne  | Trinité-et-Tobago - Panama | 1-0             | Éliminatoires de la Coupe du monde 2002 (zone CONCACAF - 2e tour)    |
| 8  | 10 juin 2001       | La Chorrera     | Panama - Trinité-et-Tobago | 0-0             | Match amical                                                         |
| 9  | 4 juin 2005        | Port-d'Espagne  | Trinité-et-Tobago - Panama | 2-0             | Éliminatoires de la Coupe du monde 2006 (zone CONCACAF - tour final) |
| 10 | 10 juillet 2005    | Miami           | Panama - Trinité-et-Tobago | 2-2             | Gold Cup 2005 (gr. A)                                                |
| 11 | 8 octobre 2005     | Panama          | Panama - Trinité-et-Tobago | 0-1             | Éliminatoires de la Coupe du monde 2006 (zone CONCACAF - tour final) |
| 12 | 11 octobre 2006    | Port-d'Espagne  | Trinité-et-Tobago - Panama | 2-1             | Match amical                                                         |
| 13 | 31 janvier 2007    | Panama          | Panama - Trinité-et-Tobago | 2-1             | Match amical                                                         |
| 14 | 18 mars 2009       | San Fernando    | Trinité-et-Tobago - Panama | 1-0             | Match amical                                                         |
| 15 | 7 septembre 2010   | Panama          | Panama - Trinité-et-Tobago | 3-0             | Match amical                                                         |
| 16 | 27 mars 2015       | Couva           | Trinité-et-Tobago - Panama | 0-1             | Match amical                                                         |
| 17 | 19 juillet 2015    | East Rutherford | Trinité-et-Tobago - Panama | 1-1 (tab : 5-6) | Gold Cup 2015 (quart de finale)                                      |
| 18 | 8 octobre 2015     | Panama          | Panama - Trinité-et-Tobago | 1-2             | Match amical                                                         |
| 19 | 23 mars 2017       | Port-d'Espagne  | Trinité-et-Tobago - Panama | 1-0             | Éliminatoires de la Coupe du monde 2018 (zone CONCACAF, 5e tour)     |
| 20 | 5 septembre 2017   | Panama          | Panama - Trinité-et-Tobago | 3-0             | Éliminatoires de la Coupe du monde 2018 (zone CONCACAF, 5e tour)     |
| 21 | 17 avril 2018      | Couva           | Trinité-et-Tobago - Panama | 0-1             | Match amical                                                         |
| 22 | 18 juin 2019       | Saint Paul      | Panama - Trinité-et-Tobago | 2-0             | Gold Cup 2019 (gr. D)                                                |

#### Bilan
Au 22 juin 2019 :
- Total de matchs disputés : 22
- Victoires du Panama : 7
- Matchs nuls : 6
- Victoires de Trinité-et-Tobago : 9
- Total de buts marqués par le Panama : 21
- Total de buts marqués par Trinité-et-Tobago : 27

### Tunisie

#### Confrontations
Confrontations entre la Tunisie et le Panama en matchs officiels :
|   | Date         | Lieu    | Match            | Score | Compétition                    |
| - | ------------ | ------- | ---------------- | ----- | ------------------------------ |
| 1 | 28 juin 2018 | Saransk | Panama - Tunisie | 1-2   | Coupe du monde 2018 (Groupe G) |

#### Bilan
| Rang | Équipe  | Pts | J | G | N | P | Bp | Bc | Diff |
| ---- | ------- | --- | - | - | - | - | -- | -- | ---- |
| 1    | Tunisie | 3   | 1 | 1 | 0 | 0 | 2  | 1  | +1   |
| 2    | Panama  | 0   | 1 | 0 | 0 | 1 | 1  | 2  | -1   |

## U

### Uruguay
Confrontations entre le Panama et l'Uruguay en matchs officiels :
|   | Date             | Lieu          | Match            | Score | Compétition                               |
| - | ---------------- | ------------- | ---------------- | ----- | ----------------------------------------- |
| 1 | 6 avril 1952     | Santiago      | Uruguay - Panama | 6-1   | Championnat panaméricain de football 1952 |
| 2 | 4 septembre 2015 | Panama        | Panama - Uruguay | 0-1   | Match amical                              |
| 3 | 7 juin 2019      | Montevideo    | Uruguay - Panama | 3-0   | Match amical                              |
| 4 | 11 juin 2022     | Montevideo    | Uruguay - Panama | 5-0   | Match amical                              |
| 5 | 23 juin 2024     | Miami Gardens | Uruguay - Panama | 3-1   | Copa América 2024 (Groupe C)              |

#### Bilan
- Total de matchs disputés : 5
- Victoires de l'Uruguay : 5
- Victoires du Panama : 0
- Matchs nuls : 0
- Total de buts marqués par l'Uruguay : 18
- Total de buts marqués par le Panama : 2

## V

### Venezuela

#### Confrontations
Confrontations entre le Panama et le Venezuela en matchs officiels :
|    | Date              | Lieu           | Match              | Score | Compétition                                                   |
| -- | ----------------- | -------------- | ------------------ | ----- | ------------------------------------------------------------- |
| 1  | 12 février 1938   | Panama         | Panama - Venezuela | 3-1   | Jeux d'Amérique centrale et des Caraïbes de 1938 (tour final) |
| 2  | 16 décembre 1946  | Barranquilla   | Panama - Venezuela | 2-1   | Jeux d'Amérique centrale et des Caraïbes de 1946 (tour final) |
| 3  | 8 mars 1956       | Port-au-Prince | Venezuela - Panama | 1-0   | Match amical                                                  |
| 4  | 14 mars 1956      | Port-au-Prince | Venezuela - Panama | 4-2   | Match amical                                                  |
| 5  | 14 janvier 1959   | Caracas        | Venezuela - Panama | 2-2   | Jeux d'Amérique centrale et des Caraïbes de 1959 (tour final) |
| 6  | 21 juillet 1996   | Panama         | Panama - Venezuela | 0-2   | Match amical                                                  |
| 7  | 31 mai 2000       | San Cristóbal  | Venezuela - Panama | 3-1   | Match amical                                                  |
| 8  | 21 juin 2000      | Panama         | Panama - Venezuela | 2-0   | Match amical                                                  |
| 9  | 25 mai 2005       | Caracas        | Venezuela - Panama | 1-1   | Match amical                                                  |
| 10 | 12 septembre 2007 | Puerto La Cruz | Venezuela - Panama | 1-1   | Match amical                                                  |
| 11 | 3 mars 2010       | Barquisimeto   | Venezuela - Panama | 0-2   | Match amical                                                  |
| 12 | 11 août 2010      | Panama         | Panama - Venezuela | 3-1   | Match amical                                                  |
| 13 | 8 septembre 2015  | Puerto Ordaz   | Venezuela - Panama | 1-1   | Match amical                                                  |
| 14 | 24 mai 2016       | Panama         | Panama - Venezuela | 0-0   | Match amical                                                  |
| 15 | 11 septembre 2018 | Panama         | Panama - Venezuela | 0-2   | Match amical                                                  |

#### Bilan
Au 13 septembre 2018 :
- Total de matchs disputés : 15
- Victoires du Panama : 5
- Victoires du Venezuela : 5
- Matchs nuls : 5
- Total de buts marqués par le Panama : 20
- Total de buts marqués par le Venezuela : 21

## Statistiques par équipe affrontée
| Equipe         |    | Joués | Joués | Joués    | Victoires | Victoires | Victoires  | Défaites   | Défaites   | Défaites   | Partages   | Partages   | Partages | Buts marqués | Buts marqués | Buts marqués | Buts encaissés | Buts encaissés | Buts encaissés |
|                |    | Dom.  | Ext.  | Neu.     | Dom.      | Ext.      | Neu.       | Dom.       | Ext.       | Neu.       | Dom.       | Ext.       | Neu.     | Dom.         | Ext.         | Neu.         | Dom.           | Ext.           | Neu.           |
| Arménie        |    | 0     | 0     | 0        | 0         | 0         | 0          | 0          | 0          | 0          | 0          | 0          | 0        | 0            | 0            | 0            | 0              | 0              | 0              |
| Afrique du Sud |    | 0     | 0     | 1        | 0         | 0         | 0          | 0          | 0          | 0          | 0          | 0          | 1        | 0            | 0            | 1            | 0              | 0              | 1              |
| Argentine      |    | 0     | 1     | 1        | 0         | 0         | 0          | 0          | 1          | 1          | 0          | 0          | 0        | 0            | 1            | 0            | 0              | 3              | 5              |
| Arménie        |    | 0     | 0     | 1        | 0         | 0         | 0          | 0          | 0          | 0          | 0          | 0          | 1        | 0            | 0            | 1            | 0              | 0              | 1              |
| Bahreïn        |    | 0     | 1     | 0        | 0         | 0         | 0          | 0          | 1          | 0          | 0          | 0          | 0        | 0            | 0            | 0            | 0              | 5              | 0              |
| Bolivie        |    | 1     | 3     | 1        | 1         | 1         | 1          | 0          | 2          | 0          | 0          | 0          | 0        | 2            | 3            | 2            | 0              | 5              | 1              |
| Brésil         |    | 0     | 2     | 2        | 0         | 0         | 0          | 0          | 2          | 2          | 0          | 0          | 0        | 0            | 0            | 0            | 0              | 9              | 7              |
| Chili          |    | 0     | 3     | 1        | 0         | 0         | 0          | 0          | 2          | 1          | 0          | 1          | 0        | 0            | 2            | 2            | 0              | 8              | 4              |
| Espagne        |    | 1     | 0     | 0        | 0         | 0         | 0          | 1          | 0          | 0          | 0          | 0          | 0        | 1            | 0            | 0            | 5              | 0              | 0              |
| États-Unis     |    | 5     | 15    | 0        | 0         | 1         | 0          | 3          | 10         | 0          | 2          | 4          | 0        | 4            | 8            | 0            | 9              | 28             | 0              |
| Iran           |    | 0     | 1     | 0        | 0         | 0         | 0          | 0          | 1          | 0          | 0          | 0          | 0        | 0            | 0            | 0            | 0              | 1              | 0              |
| Portugal       |    | 0     | 1     | 0        | 0         | 0         | 0          | 0          | 1          | 0          | 0          | 0          | 0        | 0            | 0            | 0            | 0              | 2              | 0              |
| Serbie         |    | 1     | 0     | 0        | 0         | 0         | 0          | 0          | 0          | 0          | 1          | 0          | 0        | 1            | 0            | 0            | 1              | 0              | 0              |
| Uruguay        |    | 1     | 0     | 1        | 0         | 0         | 0          | 1          | 0          | 1          | 0          | 0          | 0        | 0            | 0            | 1            | 1              | 0              | 6              |
|                |    |       |       |          |           |           |            |            |            |            |            |            |          |              |              |              |                |                |                |
| TOTAUX         |    | 9     | 27    | 8        | 1         | 2         | 1          | 5          | 20         | 5          | 3          | 5          | 2        | 8            | 14           | 7            | 16             | 61             | 25             |
| TOTAUX         | 44 | 44    | 44    | 4 (9.1%) | 4 (9.1%)  | 4 (9.1%)  | 30 (68.2%) | 30 (68.2%) | 30 (68.2%) | 10 (22.7%) | 10 (22.7%) | 10 (22.7%) | 29       | 29           | 29           | 102          | 102            | 102            |                |